# Bremer Stadtbefestigung

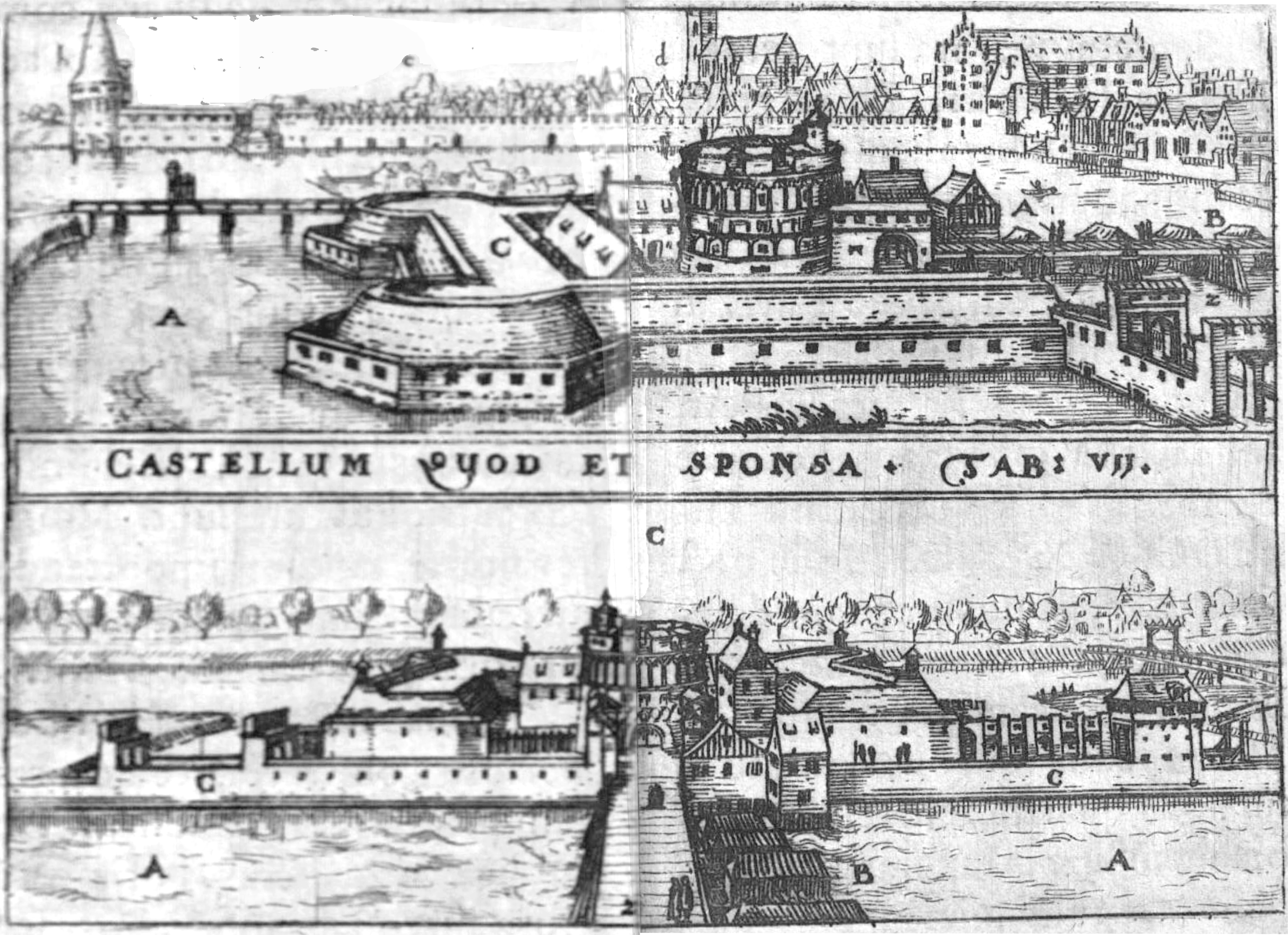
Wilhelm Dilich 1602: Bremens erste Bastion mit dem Pulverturm „Braut“ aus zwei Blickrichtungen, oben im Hintergrund der jüngste Teil der weserseitigen Stadtmauer – am Stephaniviertel

Die Bremer Stadtbefestigung bildete über Jahrhunderte einen Schutz für die Hansestadt Bremen. Im 10. Jahrhundert war nur der Dombezirk als Domburg ummauert. Ab 1229 wurde um die gesamte Altstadt eine Ringmauer gebaut, zur Landseite hin halbkreisförmig. Im 13. Jahrhundert weitete sich Bremen in Richtung Westen aus. Die neue Stephanivorstadt erhielt ab 1307 eine nur landseitige Mauer. Im 15. Jahrhundert, der ersten Backsteinphase der Bremer Baugeschichte, wurde die Stadtmauer auf der Weserseite in den Hafenbereichen von Schlachte und Tiefer sukzessive durch die Giebelseiten gemauerter Speicherhäuser ersetzt, so dass an der Schlachte von der ursprünglichen Mauer nur noch die Schlachtpforten übrig blieben. Das Stephaniviertel erhielt andererseits erst Mitte des 16. Jahrhunderts eine Mauer auf der Weserseite. Danach konnte 1551 die Mauer zwischen alten Stadtteilen und Stephaniviertel fallen.
Zusätzliche Landwehren sollten die Stadt im äußeren Vorfelde sichern. Durch die zehn Stadttore konnte kontrolliert die Stadt betreten werden. Zur Weserseite führte eine Vielzahl von Pforten durch die Befestigungsanlage. Mauer- und Pulvertürme sollten die Stadtbefestigung sichern und Vorräte aufnehmen.
Die Stadtmauer wurde landseitig um 1512 bis 1514 verstärkt. Die möglichen Belagerungskriege mit stärker werdenden Kanonen machte es ab 1602 erforderlich, das Bremer Befestigungssystem mit neuen Bollwerken vollkommen umzubauen. Die Neustadt am linken Weserufer wurde ab 1620 mit sieben, dann acht Bastionen und zwei Toren in das Festungswerk einbezogen. Erst 1664 waren alle Bollwerksanlagen ausgebaut.
Die Befestigungsanlagen wurden nach Verlust jeden militärischen Wertes ab 1803 beseitigt und die Bremer Wallanlagen entstanden bis 1811.
Reste der Stadtmauer am Altenwall 9 und Marterburg 50 stehen seit 1973 unter Bremer Denkmalschutz.

## Erste Befestigungen
Die erste Befestigung in Bremen war die Domburg, die nur den Dom und seine nächste Umgebung schützte. Deren Ummauerung wurde schon im 11. Jahrhundert unter Bischof Adalbert I. großenteils wieder abgerissen, um Material für einen Ausbau des Doms zu gewinnen. Ein Teil des Verlaufes der Mauer ist im Pflaster mitten auf dem Domshof erkennbar.
Im 12. Jahrhundert gab es zeitweise keine leistungsfähigen Befestigungsanlagen. Vor einer Invasion Heinrichs des Löwen flüchtete die Bevölkerung 1166/67 in umliegende Sumpfgebiete. Aus dieser Zeit stammen jedoch die ersten Hinweise auf eine Stadtbefestigung. 1157 wurde ein Grundstück des Bürgers Eccahard an das Domkapitel übertragen, welches dazu dienen sollte, einen vorhandenen Befestigungswall (secus vallum) an der Westseite der Altstadt am Ende der Obernstraße weiterführen zu können. Eine westliche Holz-Erde-Mauer mit vorgelagertem Graben quer über den Bremer Dünenrücken fehlte offensichtlich noch, um Bremen vor Angriffen zu schützen. Vermutet wird, dass landseitig um die Altstadt ein Palisadenzaun aus Holzplanken mit vorgelagertem Graben bereits bestand. Die Formulierung „muren unde planken“ im Bremer Stadtrecht von 1308/09 verweist auf auch Palisadenwände, die dann möglicherweise noch teilweise bis zum Anfang des 14. Jahrhunderts bestanden haben könnten. Verschiedene archäologische Holzfunde im Bereich der Stadtmauer belegen auch den Palisadenzaun.

## Stadtmauer nach 1229

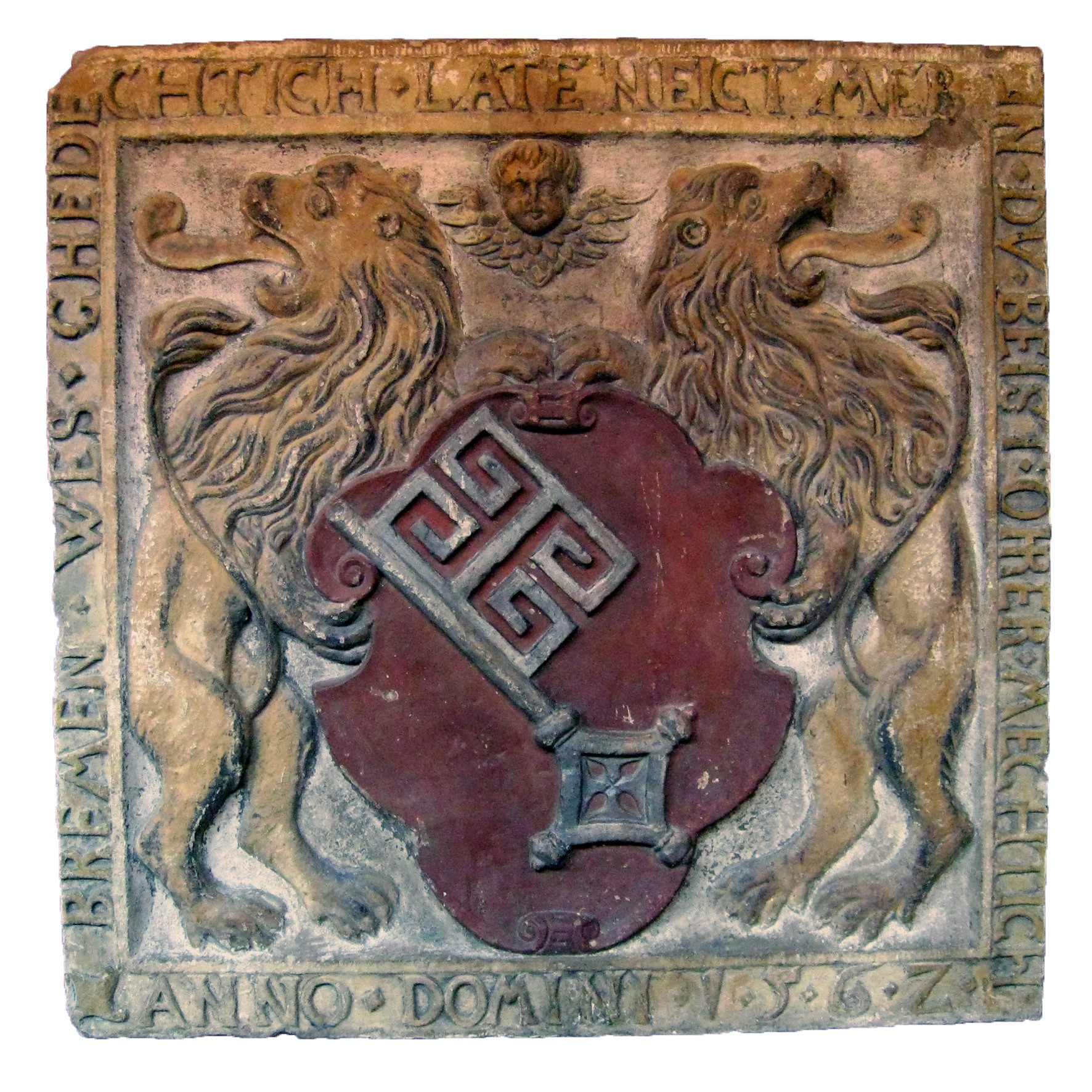
Wappen des Herdentors von 1562 mit der Inschrift: „Bremen wes ghedechtich: Late neict mer in, du beist ohrer mechtich“. (Bremen sei bedächtig, lass nicht mehr ein, du seiest ihrer mächtig. Anno Domini 1562)

1229 wurden Stadtmauer als muros civitatis in einer Urkunde erwähnt; allerdings nur an der Nordseite. Das Ende der Mauer im Westen an der Weser beim Ethelindenstein wird in der Nähe des späteren Fangturms vermutet. Zur Weser hin gab es noch keine Mauer. Auf der Ostseite der Altstadt wurde 1238 das Ostertor erwähnt. An der Schlachte an der Weser wurden aber Reste von Rundpalisaden gefunden. In Konflikten zwischen Stadt und Erzbischof ließ der Erzbischof um 1300 Teile der Mauer wieder abreißen. die Lücke wurde aber von den Bürgern alsbald wieder geschlossen. Die Befestigungsanlage verlief also um das Kirchspiel St. Ansgarii herum. Das Kirchspiel sancti Stephani war danach nur zu einem geringeren Teil umschlossen, weil es überwiegend nordwestlich der Kleine Balge lag, die einerseits eine nun als Stadtgraben genutzte natürliche Verteidigungslinie bildete, andererseits eine Ausdehnung der Befestigung über sie hinweg eine Schwachstelle erzeugt hätte, bzw. später auch bildete.
Zur befestigten Stadt gehörte also ein Gebiet rechts der Weser, das von der heutigen Hutfilterstraße bis zum Schnoor und von den Wallanlagen zur Weser reichte. Mit seinen 10.000 bis 15.000 Einwohnern war Bremen am Anfang des 13. Jahrhunderts rechtlich und tatsächlich eine Stadt mit Selbstverwaltung, Befestigung und Markt geworden, in der die Bürger, die Geistlichen sowie die Einwohner ohne Bürgerrechte lebten.
An der Weserseite zwischen der Martinikirche und dem Fangelturm stand am Ende des 13. Jahrhunderts ebenfalls zeitweise eine Mauer. 1297 wurde ein Grundstück erwähnt, auf dem der Eigner ein Stück der Stadtmauer dort selbst bauen sollte. Auch zum Haus Werve an der Schlachte gibt es in einer Urkunde Angaben zur Lage der Mauer. Archäologische Funde belegen Mauerreste südlich der Langenstraße, wonach aber die Martinikirche außerhalb dieser Befestigungsanlage zur Weser hin gelegen hat.
Im 15. Jahrhundert, der ersten Backsteinphase der Bremer Baugeschichte, wurde die Stadtmauer auf der Weserseite in den Hafenbereichen von Schlachte und Tiefer nach und nach durch die Giebelseiten gemauerter Speicherhäuser ersetzt, so dass an der Schlachte von der ursprünglichen Mauer nur noch die Schlachtpforten übrig blieben.

## Weserseitige Befestigung
An der Weserseite konnte die Stadtmauer auf Grund der Schiffsanlegestellen an der Schlachte und der Balge nicht geschlossen werden. Es gab zwei größere Bereiche mit einer weserseitigen Befestigung: Im Osten im Bereich der Martinikirche und im Westen in der Höhe Fangturm bis einschließlich Teile im Bereich der Langenstraße. 1297 wurde urkundlich über eine Stadtmauer am Flussufer im Bereich Martinikirche berichtet. Auch bei weiteren Grundstückskäufen in diesem Bereich findet eine alte Mauer Erwähnung, die möglicherweise zeitgleich mit der landseitigen Stadtmauer zum Beginn des 13. Jahrhunderts gerichtet wurde.
Archäologische Fundstellen gibt es
- an der Martinistraße/Erste Schlachtpforte,[7]
- beim Grundstück Langenstraße 42/44,[8]
- beim Grundstück Langenstraße 68,[9]
- im Bereich der Letzten Schlachtpforte,[10] und
- im Haus Schlachte 36/Langenstraße 72: Im Keller des Hotels ÜberFluss sind Stadtmauerreste sichtbar.,[11]

Ein gesicherter Gesamtverlauf der frühen Wesermauer besteht nicht. Rund 200 Jahre nach Errichtung der Steinkammern der alten Stadtmauer wurde im Abstand von 4,5 Meter eine verstärkte Stadtmauer vorgesetzt oder möglicherweise wurde in Teilbereichen die alte Mauer nur verstärkt. Die weserseitige Stadtmauer bestand in dieser Form vermutlich bis in das 16. Jahrhundert. Beim Ausbau der Schlachte wurden Teile der Mauer für die Kaimauern und evtl. für die Kaibefestigungen verwendet.,

## Einbeziehung des Stephaniviertels

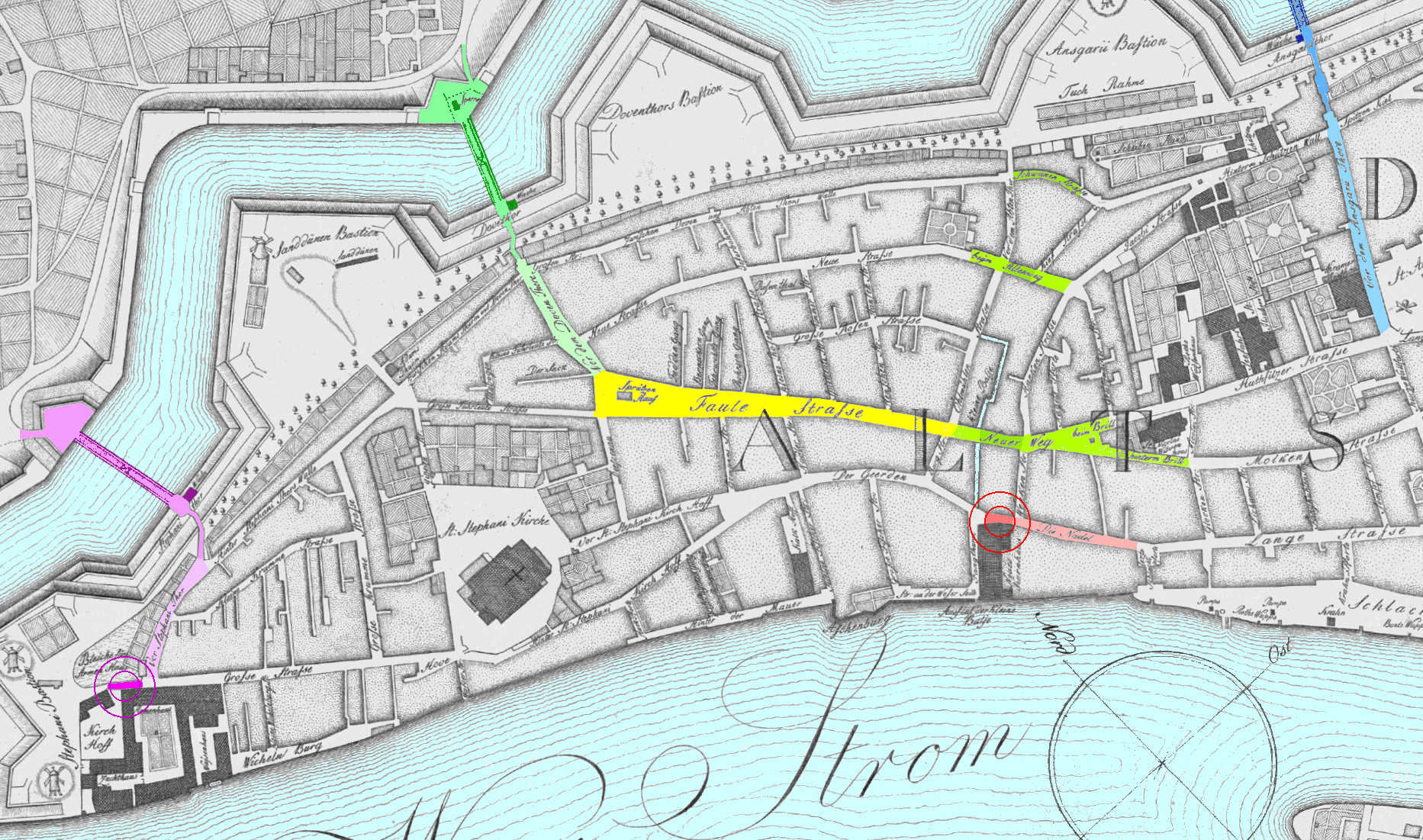
Stephaniviertel im Murtfeldtplan 1796:
Straßennetz noch dasselbe wie um 1600.
gelb = Faulenstraße,
gelbgrün = 1550 für den Wagenverkehr geöffnete Verbindungen.
Stadttore: intensiv eingefärbt die Torwege,
blass die 1796 auch namentlich zu den jeweiligen Toren führenden Straßen,
rot = Die Natel, um 1660 abgerissen,
kräftig pink = Torweg des mittelalterlichen Stephanitors

Im 13. Jahrhundert weitete sich Bremen in Richtung Westen deutlich aus. Die Stadt bestand inzwischen aus vier Kirchspielen (Pfarrsprengeln): Liebfrauen, Stephani, Ansgarii und Martini.
Während der Ratsfehde von 1304/1305 – einem kriegerischen Konflikt zwischen zwei Parteien des Bremer Rates, der nach der Ermordung des Ratsherrn Arnd von Gröpelingen ausbrach – versuchte die Gruppe der vertriebenen Ratsfamilien mit Unterstützung der Ritterschaft des Erzbistums und des Herzogs von Lüneburg in Besitz der Stadt zu gelangen. Die Angreifer erlitten eine Niederlage, um die Wehrhaftigkeit der Stadt trotzdem weiter zu verbessern, wurde in den folgenden Jahren das bis dahin ungeschützte Stephaniviertel, die Steffensstadt, in die Stadtbefestigung einbezogen. Belegt ist ein Baubeginn der stadtmure umme sunte Steffens im Jahr 1307. Im westlichsten Teil, bei einem Schwanengatt genannten Gewässer, war der Mauerring aber vorerst nicht vollständig oder nicht ausreichend. Daher blieb die vorhandene Mauer zwischen Altstadt und Stephaniviertel aus Sicherheitsgründen bestehen. Beide Stadtteile waren nur über ein Tor – die Natel – miteinander verbunden. Man unterschied im Bremer Stadtrecht zwischen unser stad muren (die alte Mauer) und der stadmuren umme sunte Stephans (die neue Mauer um St. Stephani).
Die Mauer zwischen beiden Stadtteilen wurde erst 1551 abgerissen, nach dem der westliche Mauerteil endgültig geschlossen werden konnte und da sie schnelle Truppenbewegungen im Inneren erschwerte.

## Landwehren und Vorposten
Weit vor der Stadtmauer gab es Außenbefestigungen, sogenannten Landwehren, die teilweise natürliche Gegebenheiten nutzten. Die Verteidigungslinien rechts der Weser und links des Stromes waren nicht systematisch aufeinander abgestimmt.

### Rechts der Weser
Rechts der Weser gab es stadtnah weserabwärts den Kumpfgraben und weseraufwärts den Dobben („Dobben“ ist ein Synonym für „Graben“). Am Dobben standen der Pagenturm und der Steinturm.
Der Pagenturm mit einer Zugbrücke über den Graben Dobben hieß früher Pagenthorn, was so viel wie Pferdeturm bedeutete. Er wurde erstmals 1410 erwähnt. Das umliegende Gebiet wurde vorher Ostendorf und Jerichow genannt, später dann nach dem Turm Pagentorner Dorf.
Der Steinturm („Steenthorn“) stand am Übergang der alten Heerstraße über den Dobben. Die war die erste steingepflasterte Landstraße im Bremer Gebiet und wurde schon 1359 als Steenstrate bezeichnet. Daher ist nicht unwahrscheinlich, dass auch Tor und Turm nach dem Pflaster benannt sind. Das Tor selber war ein einfacher Torbogen mit Zugbrücke. Es gab der Straße Außerm Steintor den Namen, die 1855 in Steintorssteinstraße und ab 1870 in Vor dem Steintor umbenannt wurde. Der Steinturm wurde wahrscheinlich gegen Ende des 17. Jahrhunderts abgerissen.

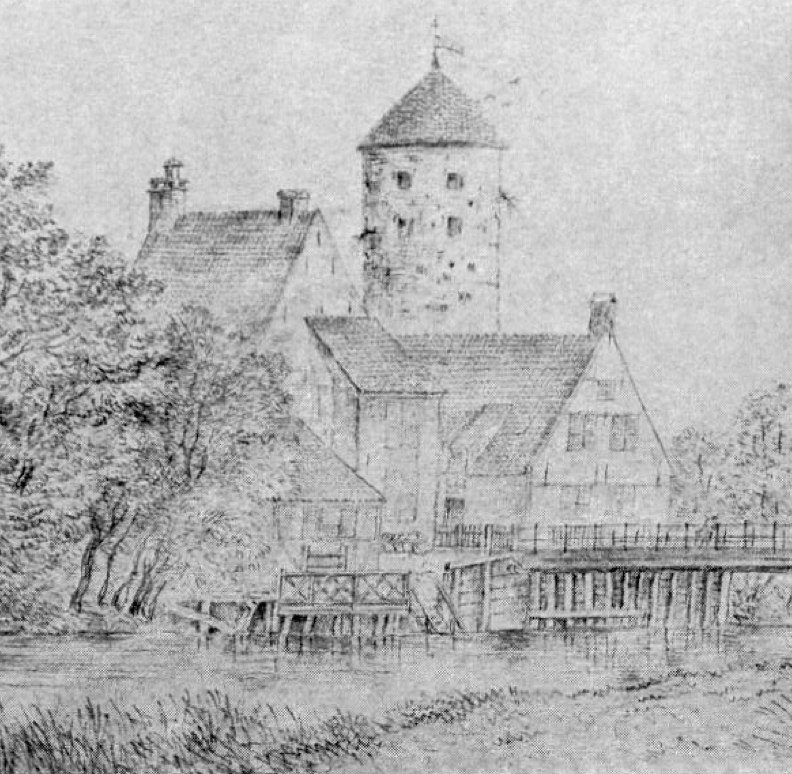
Warturm von Westen, links vorn das Zollhaus (Storchennest) Warturmer Heerstraße,
zwischen ca. 1790 u. 1813, J. H. Menken

Eine äußere Verteidigungslinie rechts der Weser bildeten die Lesum, deren Übergang mit der Burg in Burg-Grambke gesichert war, und die Wümme. Da Schwachhausen und Hastedt erst Anfang des 19. Jahrhunderts zur Freien Stadt Bremen kamen, war die im 14. Jahrhundert befestigte Landwehr um das Hollerland außerordentlich lang. Sie begann an der Kreuzung von Kuhgraben und Kleiner Wümme und folgte dann dem Vahrer Fleth (manchmal der Kleinen Wümme zugerechnet) bis nach Sebaldsbrück, wo der Weg von Hastedt nach Osterholz das Fleth überquerte. Dieser Abschnitt ist heute am Straßenzug Bürgermeister-Spitta-Allee – In der Vahr – Vahrer Straße zu erkennen. östlich der Brücke verlief die Landwehr parallel zu dem Weg, schlug dann einen Bogen südlich und östlich um Osterholz herum und wurde östlich des Dorfes von dem Weg von Osterholz nach Oythen überquert. Von dort führte sie östlich von Tenever nach Norden und ging in den Osterholzer und Hodenberger Deich samt vorgelagerten Graben Deichschlot über. Die Borgfelder Burg war allerdings kein Grenzfort, sondern ein Herrensitz.

### Links der Weser
Links der Weser bildete die Ochtum die wichtigste äußere Verteidigungslinie. Zur Sicherung ihrer Übergänge dienten seit 1309 im Westen der Warturm, Warturmer Heerstraße (gegenüber dem Gasthaus Storchennest), im Süden der Kattenthorn (Kattenturm) und 1390 im Südosten der Arster Turm (Standort früher am Ochtumdeich, dort wo heute die Brücke der Autobahn A 1 ist). Bei dem Stellgraben, der um 1300 auf 24 Fuß verbreitert und seither auch Landwehr genannt wurde, dürfte es sich um einen künstlichen Ochtumarm gehandelt haben, etwa die Stromer Landwehr. Grolland gehörte bis 1803 zur Oldenburg bzw. dessen zeitweiliger Abspaltung Delmenhorst, und entlang der Ostgrenze Huchtings ist in den um 1800 und den um 1900 erstellten Messtischblättern nichts zu erkennen, was auf eine alte Landwehr schließen ließe.

1390 entstand in Arsten ein Abschnitt des Landwehrgrabens mit dem Arster Turm. Nahe dem Korbhaus (Schanzkörbe aus Weiden) endete der Landwehrgraben an der damaligen Landesgrenze am Weserdeich.
Im Frieden von Habenhausen wurde Bremen 1666 verpflichtet, alle Befestigungen außerhalb der Wallanlagen aufzugeben und zu beseitigen. Dämme, Gräben und Bezeichnungen blieben aber bis ins 19. Jahrhundert erhalten.

## Konstruktion

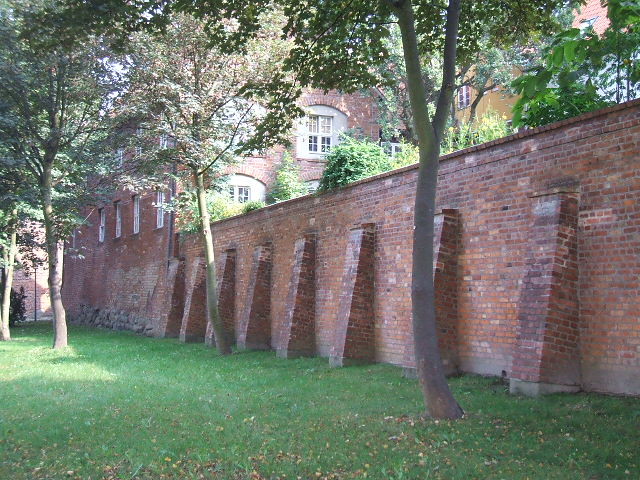
Beispiel einer Stadtmauer mit Strebepfeilern; hier in Stralsund

Die ersten Befestigungsanlagen bestanden aus der Mauer, dem äußeren Stadtgraben und einem dazugehörenden unbebautem Feld. Die Mauer wurde als Zweischalen-Backsteinmauer aus Ziegeln im Klosterformat auf einem Findlingsfundament (Höhe 80–90 cm) errichtet. Sie war unten bis zu 1,0–1,3 m und oben bis zu 0,9–1 m stark. Eine übliche Höhe von 4,50 bis 6,50 m kann wie der Kranz aus Schießscharten und der Wehrgang sicherlich angenommen werden. Bei der Ausgrabung „Marterburg 53/54“ von 1950 sind alle 6 Meter etwa 1,50 m vorspringende aussteifende Strebepfeiler belegt worden. Es wurden zudem Mauer- und Mauerturmreste an verschiedenen Stellen bei Ausgrabungen gefunden.
Die neuere, massive Mauer um Stephani gründete nur auf Sand. Sie war unten um 1,80–2,2 m und oben bis zu 1,2 m dick. Auch von der neuen Stadtmauer und ihren Türmen wurden durch Ausgrabungen Reste gefunden (u. a. Grafenstraße 11, Faulenstraße 107).

## Stadttore

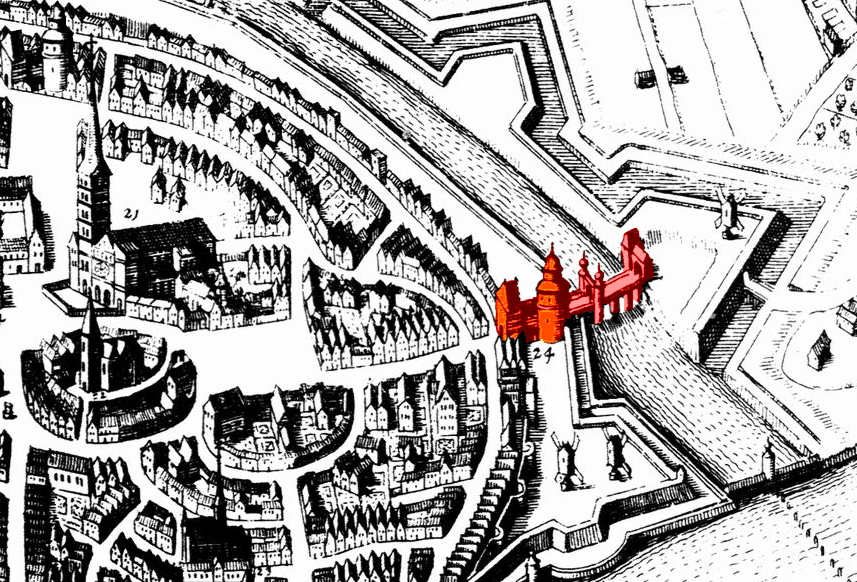
Das Osterthor 1640/41 (farblich hervorgehoben)

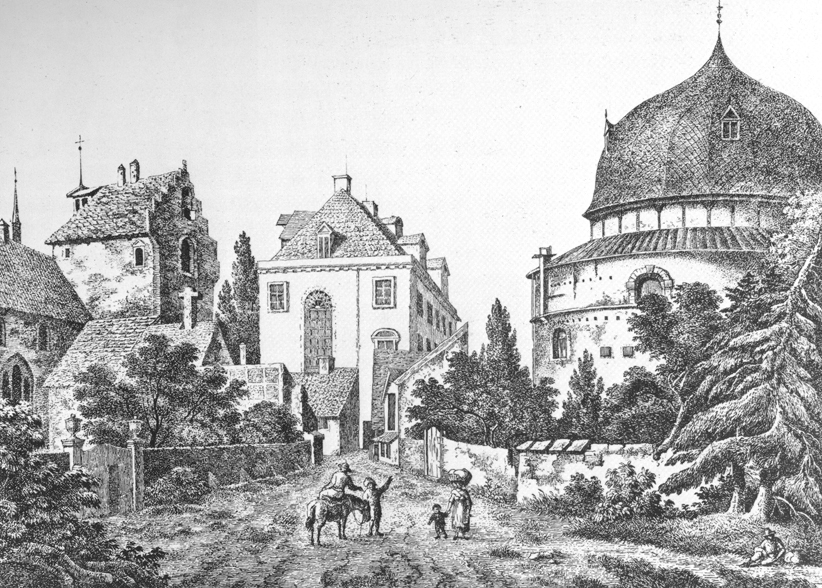
Ostertor, 1810: links der Torturm Glocke in der Stadtmauer, rechts der Ostertorzwinger

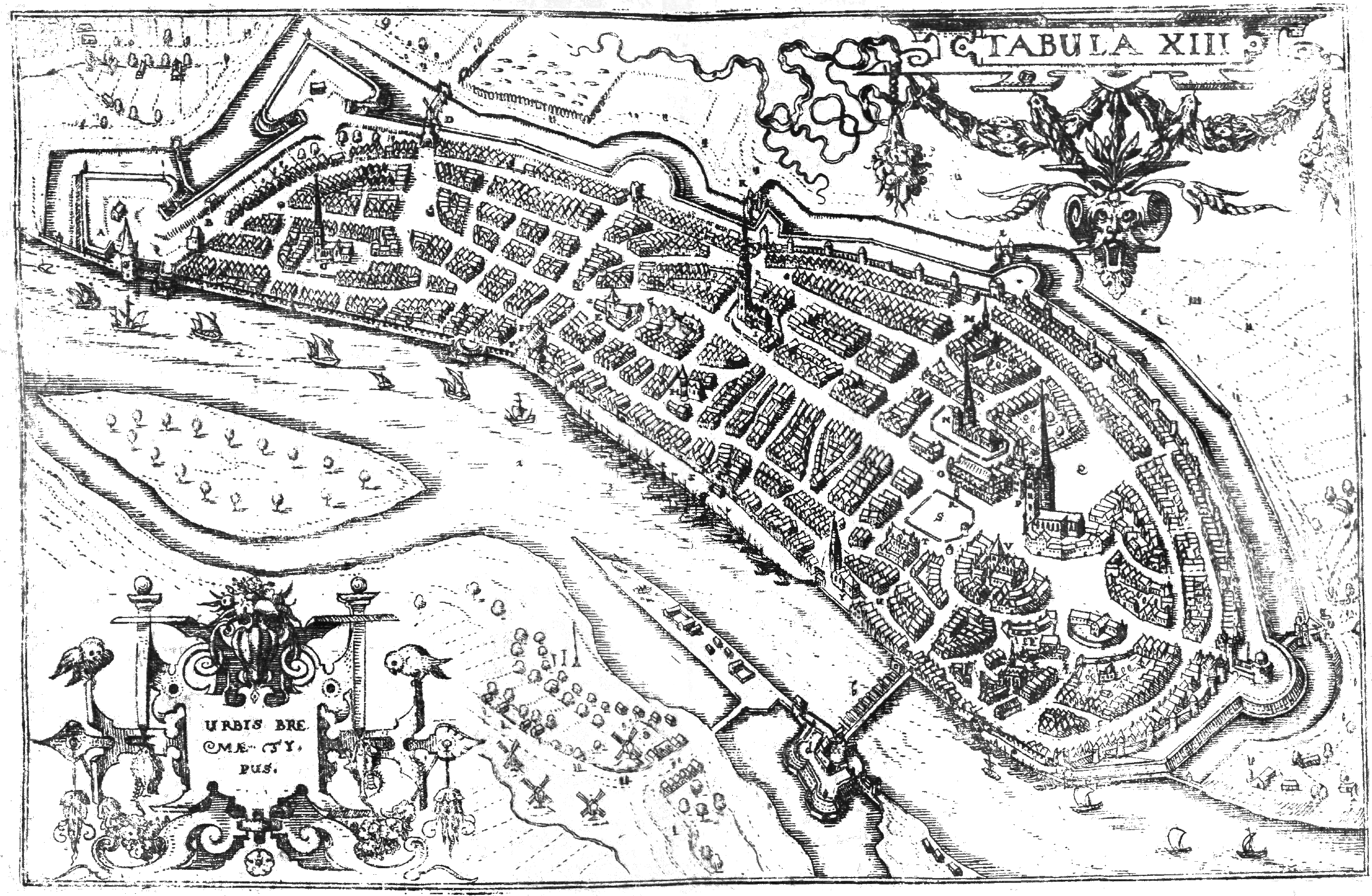
Dilich-Chronik 1603: Wall mit mehreren Rundbastionen und den ersten beiden Fünfeckbastionen, links hinten altes Stephanitor zur neuen Stephanibastion, neues Tor neben der Bastion

Die Stadttore entstanden zusammen mit der Stadtmauer, zunächst also um 1229 und dann bei der Einbeziehung der Stephanistadt in das Befestigungssystem, also ab 1307. Die folgenden Stadttore wurden erstmals erwähnt:
- 1229, das Herdentor als porta gregum im Norden, als Weg der Viehherden (heute Herdentorsteinweg) zur Bürgerweide wurde 1664 durch ein zweites Tor im Wall erweitert. Der Turmabriss erfolgte 1802/04, der Restabriss 1826.
- 1238, das Ostertor als „valva orientalis civitatis nostre“ im Osten wurde um 1512/14 zum Osterzwinger ausgebaut. Der Torturm aus dem 14. Jahrhundert wurde 1624 teilweise und 1828 ganz abgerissen. Um 1644 erfolgte die Erweiterung um eine zweite Toranlage. 1726 wurde hier die Glocke der ehemaligen Wilhadikapelle aufgehängt, weshalb der Turm auch als Die Glocke bezeichnet wurde. 1802/04 wurden die alten Torbauten abgerissen und die Straßenführung von der Stadt in die Vorstadt begradigt. Zunächst entstand nur ein kleines Wachhaus. Die beiden heute noch bestehenden repräsentativen Wachhäuser wurden 1828 errichtet. Das nördliche (heute Wilhelm-Wagenfeld-Haus) umfasste im hinteren Bereich das Detentionshaus, ein für die damalige Zeit humanes Gefängnis, das die Kerker in mittelalterlichen Türmen ablöste. Die Ostertorstraße in der Altstadt und der Ostertorsteinweg mit dem Ostertorviertel erinnern an das Tor.[16]
- 1247, das Fischertor als porta piscatoria bzw. Vischerporten ist ein Durchgang an der 1. Schlachtpforte zur Schlachte.
- 1274, das Bischofstor oder die Bischofsnadel als acus episcopi war ein Durchgang für die nicht der Reichsstadt, sondern dem Erzstift Bremen unterstehenden Bewohner des Dombezirks. Mit der Anlage des kugelsicheren Erdwalls und des breiten Grabens vor der Stadtmauer bot es seit 1555 keine Verbindung ins Umland mehr. 1802/04 wurde das Mauertor abgerissen. Zur selben Zeit wurde der Dombezirk stadtbremisch. Im Rahmen des Festungsrückbaus wurde 1814 von der Bischofsnadelbastion aus eine Brücke über den Graben geschlagen. 1838 erfolgte der Bau eines kleinen Wachhauses mit gusseiserner Toranlage vor der Brücke, welches heute ein Verkaufshaus ist. Die kleine Straße vom Domshof zum Tor hieß im 18. Jahrhundert ‚Vor der Bischofsnadel‘, heute einfach ‚Bischofsnadel‘.[17][18]
- Die Natel (de Natlen) war das nordwestliche Tor des ersten Mauerrings. Sie ist zunächst ab 1284 als Steintor, dann ab 1291 auch als Stephanitor erwähnt. Sie bildete den Übergang der Langenstraße der alten Altstadt in den Geeren des Stephaniviertels. Südwestlich davon stand als Mauerende am Weserufer der Fangturm, später auch das Neue Kornhaus. Das Tor ist wahrscheinlich um oder bald nach 1229 entstanden, wie aus Archäologischen Funden von 1955 gefolgert wurde, ist aber erst ab 1284 aktenkundig. Nach Ergänzung der Stadtmauer um die Stephanistadt war dieses Tor die einzige Verbindung zwischen Altstadt und Stephaniviertel. Es wurde 1657/59 abgerissen.
- 1299, das Ansgariitor als porta sancti Anscharii im Nord-Westen; auch Schuldturm der Stadt; Torabriss um 1802/04, Turmabriss 1831. Die Ansgaritorstraße erinnert an das Tor. Es war das nördliche Tor des ersten Mauerrings und verband den von diesem umfassten Stadtkern mit der Michaeliskapelle und den weserabwärts gelegenen Dörfern Utbremen und Walle. Durch die aufwändige Umwallung des 16. und 17. Jahrhunderts wurde diese Wegebeziehung unterbrochen.
- 1307, das Stephanitor – porta sancti Stephani – im Westen. Es entstand mit der Ummauerung der Stephanistadt. Zwei Rundtürme mit Kegeldach flankierten das Tor. Ein Giebel- und Turmabriss erfolgte 1547. Um 1600 wurde vor dem mittelalterlichen Stephanitor die Stephanibastion, die der Kontrolle der Weser diente. Darum wurde nördlich der Bastion ein neues Stephanitor angelegt, mit Brücke über den neuen breiten Wallgraben. Wilhelm Dilichs Vogelschauplan von 1603 zeigt (Marke B) noch das alte und schon das neue Stephanitor. Heute zeugen noch der Stephanitorsteinweg oder die Straße Vor Stephanitor von dem Bauwerk.
- 1324, das Abbentor als porta Abonis bzw. „abendtore“. Es stand in der neuen Stephanimauer nahe dem Anschluss an die Alte Stadtmauer. Die Turmbauten wurden 1547 abgerissen. Bei der Modernisierung der Wallanlagen im 17. Jahrhundert erhielt es keine Brücke über den Wallgraben und verlor damit seine Funktion als Verbindung ins Umland. Die Quellenlage zu seinen Anfängen war eine Herausforderung für die Historiker: Trotz seiner Lage war es in einem Kalender aus dem 13. Jahrhundert erwähnt. Erst eine vergleichende Untersuchung der Schriften der Kalendertexte ergab, dass die Wohnsitzangabe „ad portam Abonis“ und einige andere Einträge erst im 14. Jahrhundert geschrieben worden waren.[19]
- 1366 das Brückentor als brughedor im Süden. Ein Tor musste es aber schon 1244 nach dem Bau der ersten Weserbrücke gegeben haben. 1554 wurde hier ein neues Brückentor gebaut.
- 1367, das Doventor, das um 1305/07 entstand, als das Stephaniviertel in die Befestigungsanlagen einbezogen wurde. Der Name kam wohl von taubes Tor, da es damals keinen direkten Anschluss an die Hauptwege hatte. Nach der Unterbrechung des Weges vom Ansgaritor nach Walle gelangte man aber vorzugsweise durch das Doventor zur Michaeliskapelle und nach Walle. Ein Giebelabriss erfolgte 1547. Danach zierte eine Windmühle den Torturm, der auf deinem Holzschnittplan von 1550/64 von Hans Weigel der Ältere erkennbar ist. Die Mühle wurde zum Ende des 17. Jahrhunderts entfernt und der Torturm erhielt einen Dreiecksgiebel. Zum Wall kam ein barockes Tor mit einer Inschrift und dem Schlüsselwappen. Das Tor wurde 1802/04 abgebrochen. Eine Straße führte nun durch die Wallanlagen. Es erfolgte 1805 und 1809 der Bau zweier klassizistischer Wachhäuser nach Plänen von Carl Matthaey, die beide 1944 zerstört wurden und bis 1848 der Wache und dem Akzise-Meister dienten. Das eiserne Torgitter wurde nun beseitigt. Das westliche Torhaus erhielt ein Postbüro. Die Doventorstraße führte zum ehemaligen Tor. Das Stadtteilquartier Doventor sowie der Doventorsteinweg und der Doventorsdeich erinnern heute an das Tor.

In der Neustadt gab es bei dem Ausbau des Befestigungssystems auf der linken Weserseite um 1620 nur zwei Durchlässe durch den Wall, das Hohentor und das Buntentor

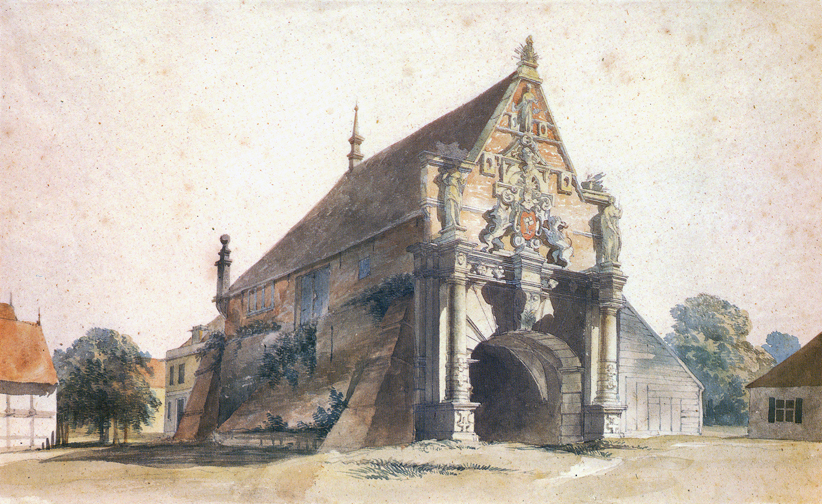
Das Hohentor in der Bremer Neustadt um 1822

- Das Hohentor im Westen der Neustadt entstand um 1620. Es hieß zunächst Westertor und auch Delmenhorster Tor. Den hohen Giebel schmückte das Bremer Wappen und darunter sechs Ratsherrenwappen. Die in der Grünanlage aufgestellte Justitia soll das Torhaus geschmückt haben. Um 1810 entstanden nach der Aufhebung der Festungsanlagen hier zwei Wachtore. Es entstanden neben dem Tor ein Wach- und ein Akzisehaus im klassizistischen Stil mit vier vorgezogenen dorischen Säulen. 1844 wurden nach der Aufhebung der Torsperren die Wachhäuser als Wohnhäuser genutzt. Um 1825 wurde das Tor abgerissen und die Wachhäuser 1944 zerbombt. Der Ortsteil Hohentor, die Straße Am Hohentorsplatz, der Hohentorsplatz und der Hohentorspark erinnern an das Tor.
- Das Buntentor gehörte auch zur Neustadter Befestigungsanlage aus der Zeit um 1620. Es hieß zuerst Südertor. Es war zunächst ein schmuckloses Tor. In der Mitte des 18. Jahrhunderts entstand ein Tor mit einem Dreiecksgiebel mit dem Bremer Wappen wie im Hohentor. 1819 entstanden neben dem Tor wie beim Hohentor ein Wach- und ein Akzisehaus. Das Tor wurde 1861 abgerissen und die Wachhäuser 1944 durch Bomben zerstört. Der Ortsteil Buntentor und der Buntentorsteinweg sind nur noch Hinweise auf das Tor.

Spätestens seit dem 18. Jahrhundert gab es zusätzlich das Werdertor, eine einfache Zugbrücke am Südufer des Weser-Hauptstroms, die Zimmerplatz und Werftgelände südöstlich der Braut über den Stadtgraben hinweg mit dem Stadtwerder verband.

## Pforten
Neben den Toren führte nach und nach eine Vielzahl von Pforten durch die Mauer. Sie hatten dieselben Schlusszeiten wie die Stadttore. Die Schlüsselgewalt hatten jeweils in der Nähe wohnende Ratsmitglieder.

### An der Weser

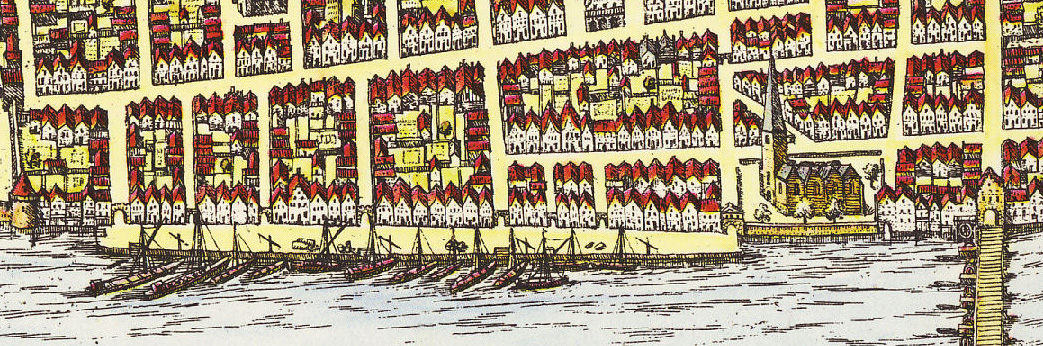
Bremen um 1600 mit Schlachte und Martini-Kirche von Frans Hogenberg

Durch die Mauer an der Weser, oder wo es keine Mauer gab zwischen den Häusern der Weserfront führten Pforten zu den Anlegeplätzen. Flussaufwärts der Weserbrücke, also am Tiefer, gab es die beiden Holzpforten, genannt „Holtporten“ und „Kleine Holtporten“, durch die das in Form von Flößen die Weser herab beförderte Holz in die Stadt geschafft werden konnte. Flussabwärts der Brücke gelangte man durch die Schlachtpforten an die Schlachte, also das Weserkai für die Seeschiffe. Es waren: 1. Schlachtpforte, Josephsgang, Ulenstein, 2. Schlachtpforte, Heimlichenpforte, Ansgaritränkpforte, Kranpforte, Düsternpforte, Zingelpforte, Letzte Schlachtpforte. Die Pforten schlossen zur Weser bündig mit den angrenzenden Häusern an der Schlachte ab.

### Zur Stephanistadt
In der Mauer zur Stephanistadt gab es nördlich der Natel, dem einzigen richtigen Stadttor hier drei Pforten in folgender Reihe, als erstes als den Brill zwischen Hutfilterstraße und Faulenstraße, dann die Nagelspforte und schließlich beim Schwanengatt die Hasenpforte.

### Sonstige
Zur Adamspforte zwischen Stephanitor und Doventor führt in gerader Fortsetzung der Faulenstraße die Große Fuhrleutestraße, heute der Faulenstraße mit zugerechnet.
Außerdem gab es einige private Pforten zu Gärten vor der Stadtmauer.

## Türme

### Mauertürme
Zur Sicherung der Maueranlage wurden eine Reihe von Türmen und Türmchen gebaut. In den Überlieferungen – zum Beispiel im Ratsdenkelbuch – wurden einige der Türme auch namentlich benannt. In alten Auflistungen sind alleine 19 Türme benannt worden wie etwa der „Schepels thorn“, der „lange thorn“, „de thorn by der holtporthen“ und „de thorn darbaven“, der „blinden thorn“. Bekannter waren:
- Der halbrunde „Adams thurm“ bei der Adamspforte in der Mauer um Stephanistadt in der Nähe des Doventors wurde auch als Pulverturm genutzt.
- Der halbrunde „Rabenturm“ nahe beim Ostertor, der 1900 freigelegt und 1903 abgerissen wurde und der um 1870 noch erreichbar gewesen sein soll.

#### Fangturm

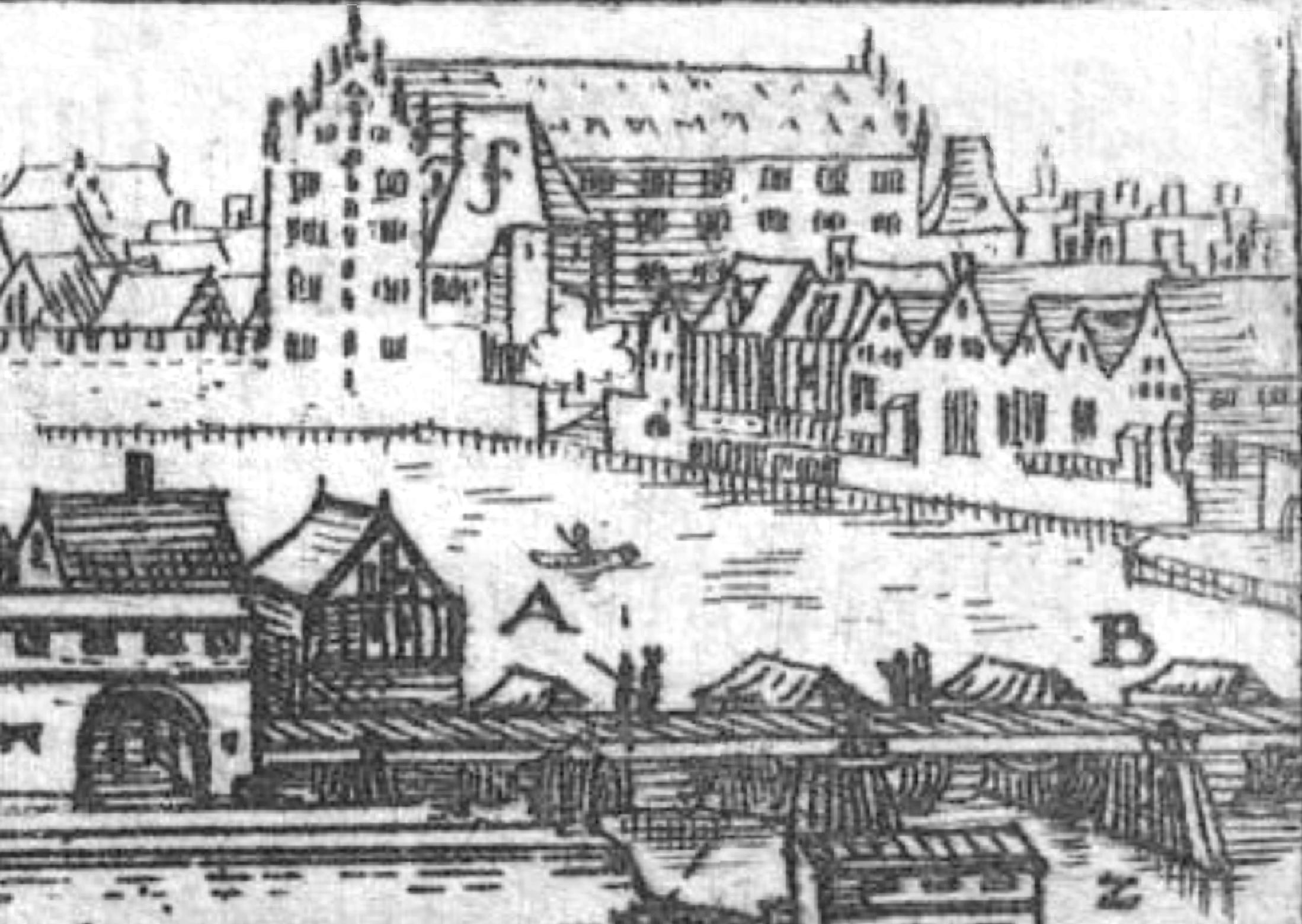
Wilhelm Dilich 1602: Weserbrücke weserabwärts: F = Neues Kornhaus mit dem Fangturm als Vorbau

Bekannt war der Fangturm (Gefangenenturm). Außen achteckig und innen rund stand er am westlichen Ende der ältesten Stadtmauer aus dem 13. Jahrhundert, wo diese an die Weser stieß. Die heutige Straße Fangturm erinnert an den Turm. 1590 wurde an der (heutigen) Ecke Langenstraße/Fangturm das Neue Kornhaus gebaut. Der Fangturm wurde als Vorbau in dieses Gebäude einbezogen. In den Darstellungen Wilhelm Dilichs (1602 und 1603 ff.) und Matthäus Merians ist der Fangturm als bis in Dachhöhe reichender Vorbau des Neuen Kornhauses zu erkennen, im Weserpanorama unter dem Murtfeldt-Plan von 1796 nur noch als eingeschossiger Anbau. Als das Neue Kornhaus eine Sparkasse beherbergte, war im Fangturm die Pfandleihe untergebracht.
In der ersten Hälfte des 19. Jahrhunderts entstand auf dem östlichen Grundstück Langenstraße Nr. 76 ein Packhaus, bei dem die unteren Teile des Turmes als Fundament dienten. Packhaus und Kornhaus sind im Zweiten Weltkrieg zerstört worden. Nach dem Krieg wurde hier ein kleiner Parkplatz angelegt, unter dem sich noch heute die Fundamente des Fangturms befinden. 2014 wurde anlässlich der Neugestaltung des Platzes das Fundament teilweise freigelegt. Die dabei eingemessene genaue Lage ist heute in der Pflasterung markiert – der Mittelpunkt durch eine achteckige Plakette und der Umriss durch abweichendes Pflaster auf der Straße (Lage).

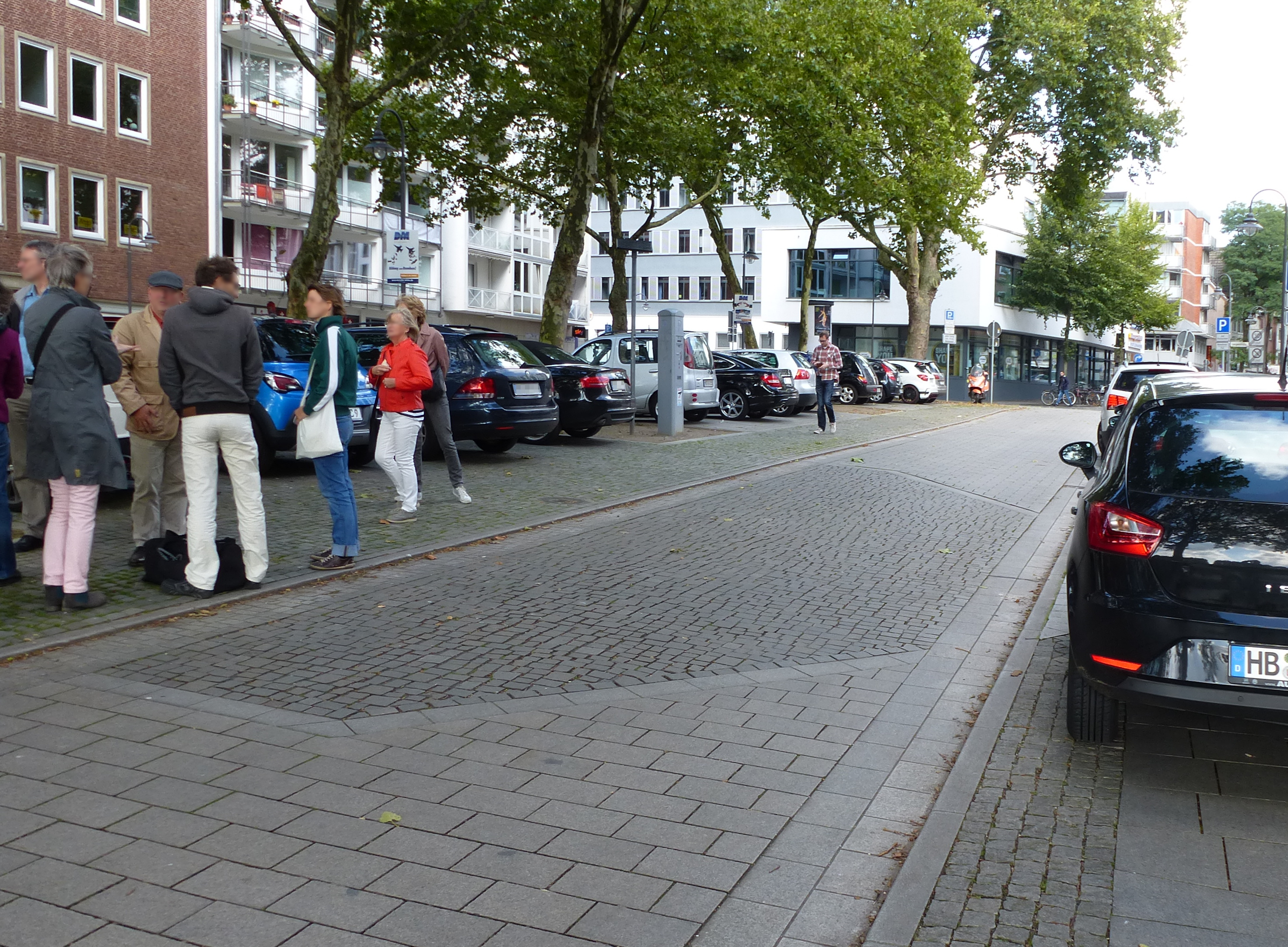
Pflaster zeigt Umriss
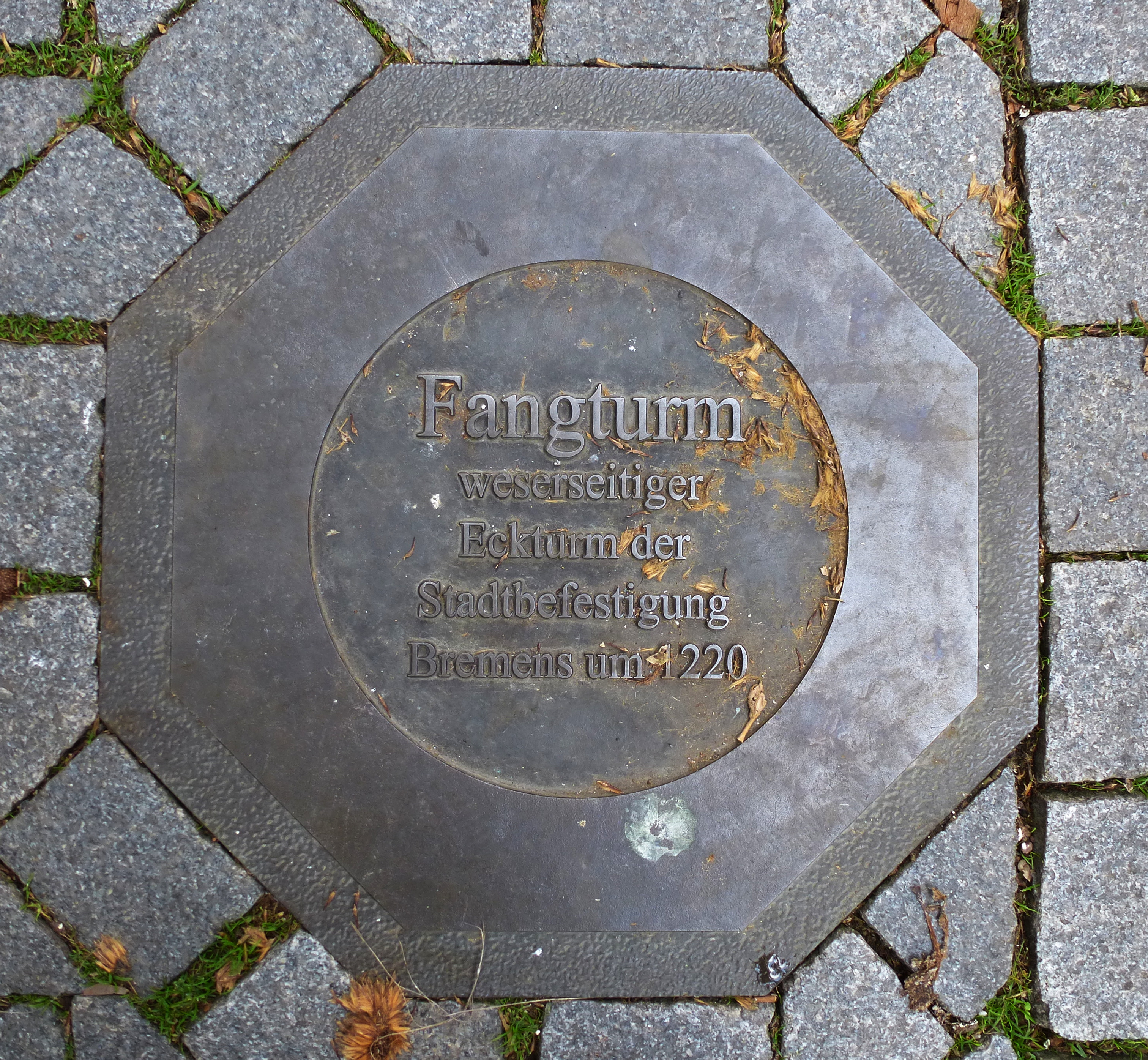
Plakette markiert Mittelpunkt

### Pulvertürme bzw. Zwingertürme
Als Pulvertürme bezeichnete man seit dem Mittelalter drei große Rundtürme, in denen die für den Kriegsfall benötigten Pulvervorräte, Waffen und Munitionen gelagert wurden. In den Erdgeschossen der Pulvertürme wurden auch Gefangene inhaftiert, wodurch die Türme oftmals auch als Zwinger oder Zwingertürme bezeichnet wurden. Die drei Türme sind vermutlich unter der Leitung von Jacob Bockes van Vollenhoff aus den Niederlanden von 1512 bis 1534 erbaut worden. Es gab
- den Ostertorzwinger, der kleinste Pulverturm von 1514, der am östlichen Tor stand (explodiert 1624, wiedererrichtet),
- den Stephanitorzwinger (Bräutigam), der größere Turm von 1525 bis 1534, der in der Nähe des Stephanitores stand und der Bräutigam genannt wurde (explodiert 1647) und
- den Herrlichkeitzwinger (Braut), der größte Turm von 1522, der auf der Herrlichkeit, einer Halbinsel zwischen der großen und der kleinen Weser stand und der die Braut genannt wurde (explodiert 1739).

## Stadtgraben
Ein wesentlicher Bestandteil der Stadtbefestigung war der Stadtgraben. Wegen der geringen Höhenunterschiede des Geländes gab es keine Probleme mit der Wasserfüllung. Schon die Domburg hatte zeitweise Spitzgräben gehabt. Von den Stadtdarstellungen des 16. und 17. Jahrhunderts zeigt die Hogenberg'sche noch einen mäßig breiten Graben. Mit dem Ausbau nach den Plänen von Valckenburgh wurden die Gräben sehr breit, so hatte man gleichzeitig Erdmaterial zur Aufschüttung der Wälle und Bastionen. Nach der Aufgabe der Verteidigungsfunktion erhielten Ufer und Böschungen gerundetere Formen. Auf der Altstadtseite ist heute der breite Graben das prägende Element der Wallanlagen.
Über den Stadtgraben führten bis zu 14 teilweise kleine Brücken. Nach dem Ausbau im 17. Jahrhundert waren die Gräben jedoch nur an acht Stellen zu überqueren, fünf auf der Altstadtseite, eine zum Stadtwerder und drei an den Toren der Neustadt.

## Ausbau des Befestigungssystems
Die Befestigungen wurden Anfang des 16. Jahrhunderts unter Bürgermeister Daniel von Büren dem Älteren ausgebaut und den neuesten wehrtechnischen Bedingungen angepasst. Da Kanonen inzwischen so kräftig waren, dass sie Steinmauern brechen konnten, wurde 1512 bis 1514 vor der landseitigen Mauer ein Erdwall angelegt und vor diesem ein breiter tiefer Graben. Es wurden zwei Zwingertürme errichtet, der Ostertorzwinger und auf der Herrlichkeit die so genannte „Braut“. Verbessert wurde auch die Kanonenbestückung. An der Weser wurde 1535 der Stephanizwinger (auch „Bräutigam“ genannt) – ein in den Fluss vorspringendes Bollwerk – gebaut, der mit Geschützen diesen Stadtteil mit seiner wasserseitigen Mauer bis zum Fangturm schützen sollte. Ansonsten war die Weserseite zur Altstadt weitgehend offen, also eine Schwachstelle im Befestigungssystem. Erst 1547 wurde, auf Grund der Belagerungen des kaiserlichen Heers im Schmalkaldischen Krieg, ein Ausbau der Anlage eilig durchgeführt. Zugleich mussten auch einige Tore der Entwicklung der Kriegstechnik angepasst werden. So wurden die Türme von Stephani-, Doven- und Abbentor abgerissen, um feindlichem Kanonenbeschuss kein Ziel zu bieten.
Einige Bürger protestierten gegen den Ausbau des Befestigungssystems, wahrscheinlich weil die Stadt lange von kriegerischen Ereignissen verschont geblieben war. Die akuten Gefährdungen aber veranlassten die Stadtoberen, zwischen Fangturm und Stephanibollwerk eine Mauer zur Weser hin errichten zu lassen.

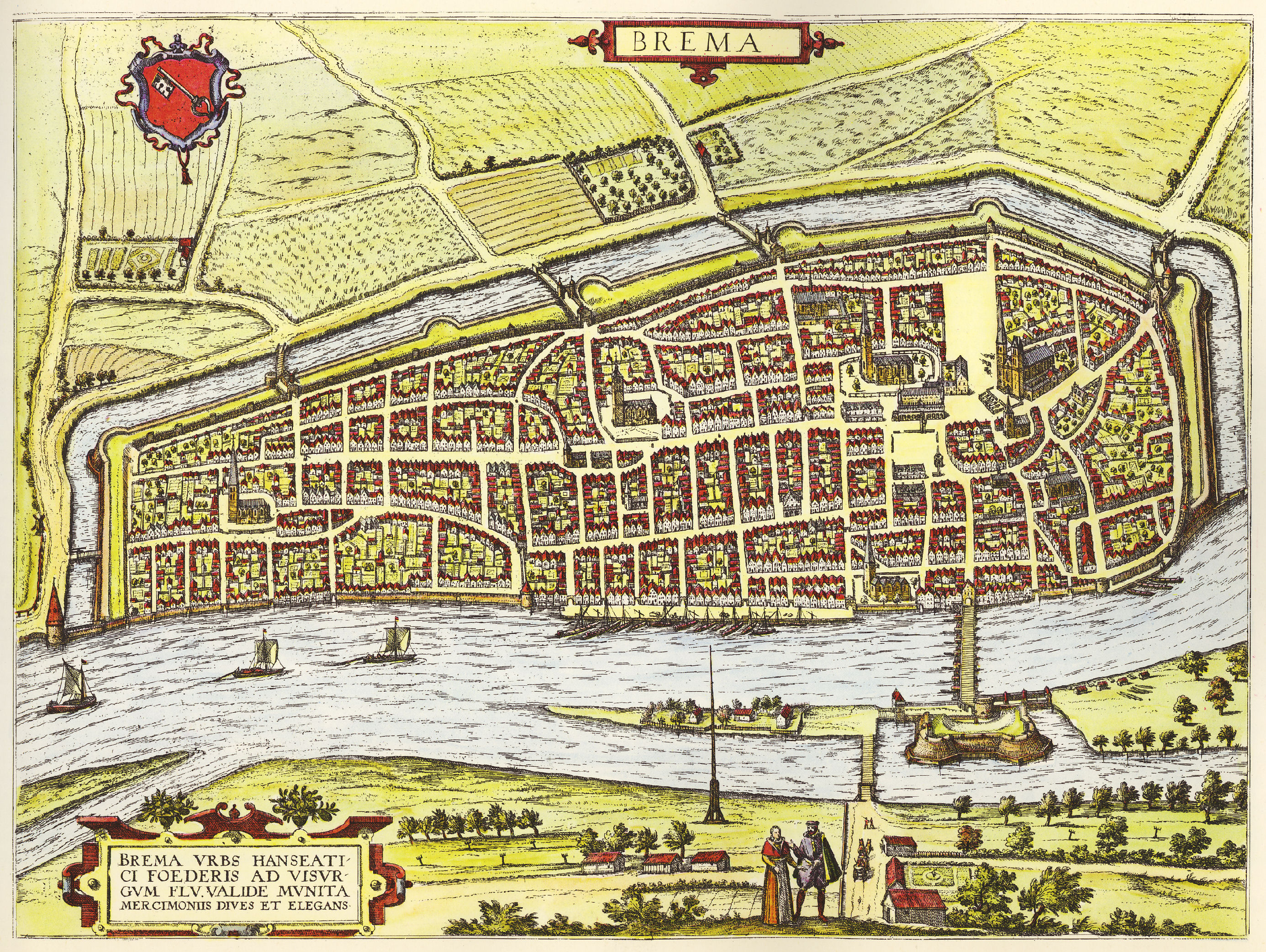
Frans Hogenberg, Bremen um 1588/89: Wall noch nur mit Rundbastionen, Stadttore von links nach rechts: Stephani-, Dove-, Ansgarii-, Herden- und Ostertor sowie das Brückentor an der Weser, Abbentor weggelassen

Die Bremer Stadtbefestigung entstand im Mittelalter und umschloss zunächst die Altstadt von Bremen
Der Stadtplan von Franz Hogenberg zeigt die Stadtbefestigung um 1598: Zur Landseite ist die Altstadt außer von der mittelalterlichen Mauer von einem Wall und angedeuteten Rundbastionen und dem noch geradlinigen Graben umschlossen. Zur Weser hin gibt es nur vor der Stephanistadt und dem Schnoor eine Stadtmauer. Die Schlachte ist zwischen Fangturm und der Mauer des Martinikirchhofs abgesehen von den Schlachtpforten ohne militärische Sicherung. Am Tiefer und in einem Teil der Stephanistadt stehen Handelshäuser mit Fenstern zum Fluss direkt am Weserufer. Die fünf großen Stadttore Stephani-, Doven-, Ansgari-, Herden- und Ostertor führen mit Brücken über den Graben ins Landesinnere. Die Bischofspforte (heute Bischofsnadel) hatte durch Wall und breiten Graben die Verbindung zum Umland verloren. Im Süden befindet sich in Verlängerung der Balgebrückstraße die Weserbrücke mit einem Tor auf der Altstadtseite und dem Wehrturm „Braut“ zwischen Weser und Kleiner Weser. Die Braut ist durch eine Wallbastion und einen Graben gesichert, der gleichzeitig den Teerhof vom Stadtwerder trennt. Als Brückenkopf war sie gleichzeitig ein Stadttor, quasi das äußere Brückentor, und sollte bis zur Abrüstung der Wallanlagen das aufwändigste der Bremer Stadttore bleiben. Auf der Südseite der Kleinen Weser gibt es noch keine Befestigung; die Neustadt ist noch nicht angelegt.

## Befestigung mit Bastionen

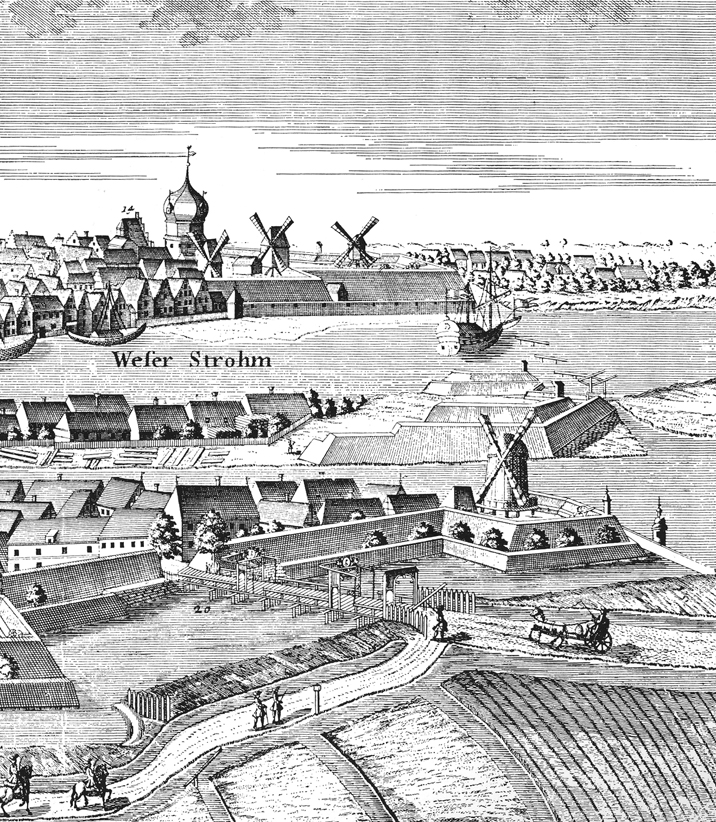
Bastionen von 1729: Blick von der Neustadt-Seite zum Ostertor

Die stärker werdenden Kanonen der Zeit um 1600 machten es im Hinblick auf mögliche Belagerungen erforderlich, das Bremer Befestigungssystem vollkommen umzubauen. Die bisherigen kleineren Rondelle als Vorsprünge in der Mauer reichten nicht mehr aus. Sie hatten zudem zu große, nicht einsehbare „tote“ Winkel. Moderne Verteidigungsanlagen und Festungen benötigten aber vorgezogene Verteidigungspunkt, die Bastionen. Als Bastion wird ein aus dem Hauptwall hervorspringendes, nach hinten offenes Festungswerk mit in der Regel fünfeckigem Grundriss bezeichnet. Die Schusslinien der postierten Geschütze von den benachbarten Werken vermieden so einen toten Winkel. Erste Bastionen wurden bereits Ende des 15. Jahrhunderts in Italien erbaut.
Ab 1599 bemühte sich der Rat um erfahrene Festungsbauer. Wilhelm Ludwig, Graf von Nassau-Dillenburg schlägt dem Rat dafür (General) Johan van Rijswijk aus Middelburg vor, der gerade in Lipperode Festungspläne entwickelt hatte und dort noch tätig war, so dass er erst 1601 beginnen konnte. Rijswijck beschrieb die vorhandenen Mängel und sprach sich für eine Befestigungsanlage „mit sieben Bollwerken“ auf der Neustadtseite aus, und für einen totalen Umbau der Anlagen vor der Altstadt. 1602 begann man mit den Baumaßnahmen im Westen zwischen Weser bis zum Dovetor und nach Unterbrechungen im Bereich Ostertor bis Herdentor.

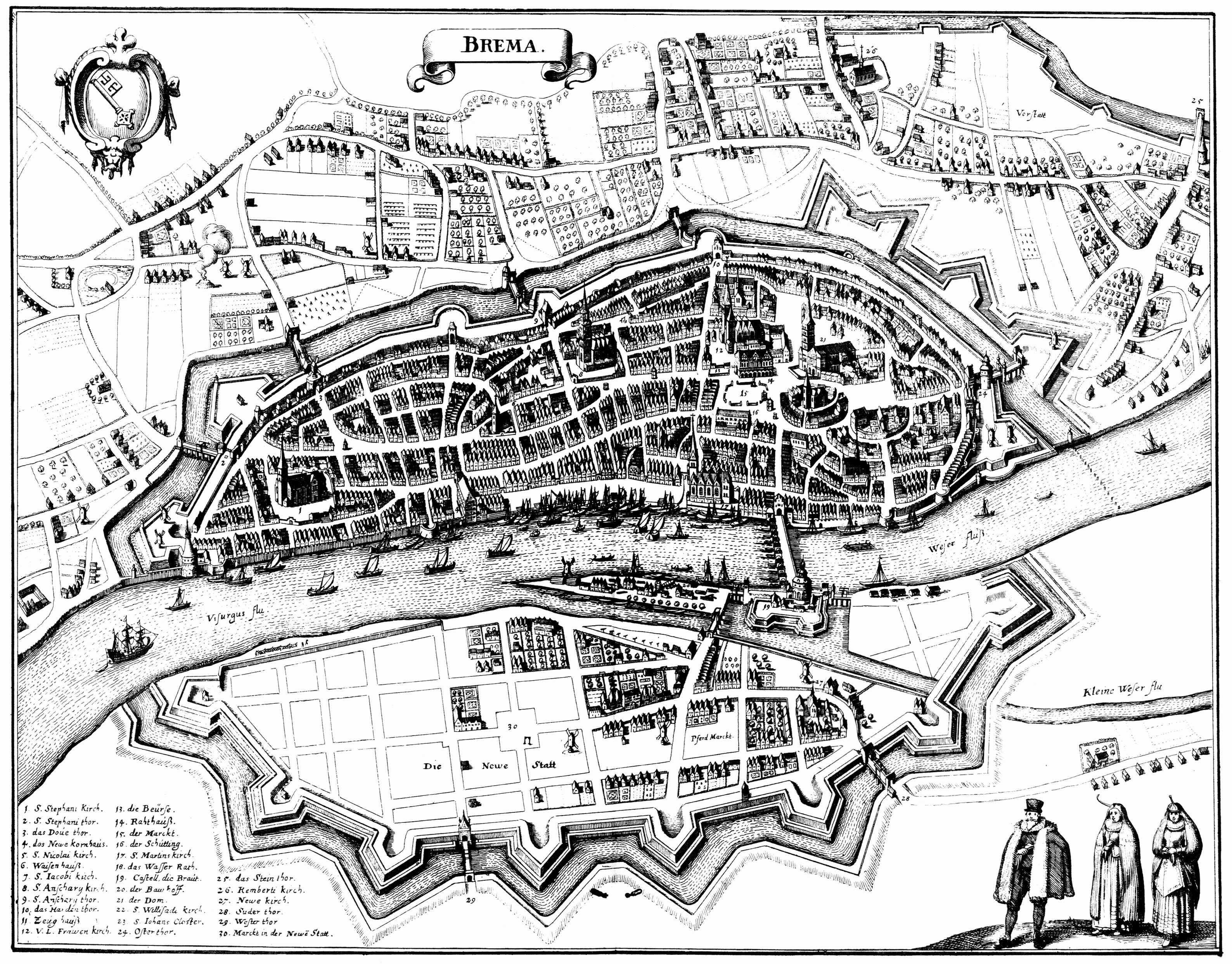
Merian: Bremen 1641

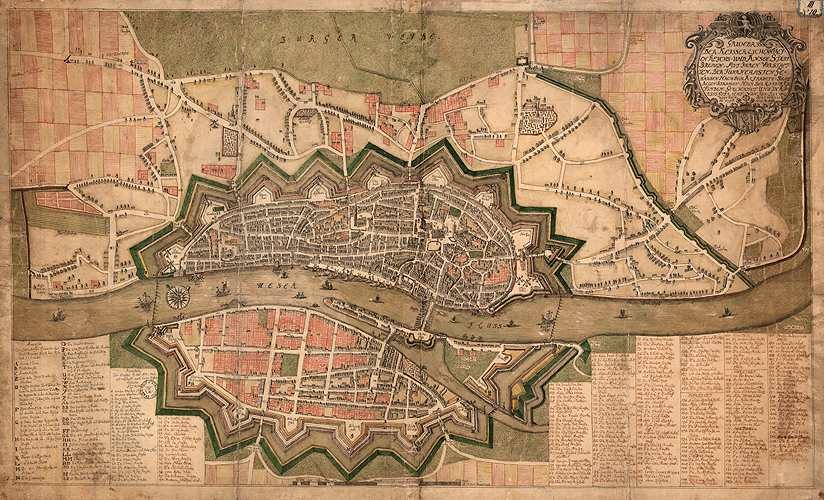
Bremen als Festung, 1757

1611 wurde der niederländische Rijswijck-Schüler Johan van Valckenburgh (* um 1575; † 1625) erstmals und nur zeitweise als Planer der Festungsanlagen in Bremen tätig. Erst 1623 – der Dreißigjährige Krieg hatte begonnen – wurden die Anlagen links der Weser auf der Basis der Pläne von Rijswijck und Valckenburgh in Angriff genommen. Der Festungsbauer und Valckenburgh-Schüler Johan van Laer (1590–1647) hat die Befestigungsanlagen nach dem Tode Valckenburghs ab 1625 bis 1627 weitergeführt.
Die Bremer Neustadt wurde weniger aus Platzbedarf angelegt, sondern mehr zum Schutz Bremens und seines Hafens durch Befestigungsanlagen. Merian zeigt in seinem Plan von 1638/41 bereits fünf Fünfeckbastionen im Westen und Osten der Altstadtseite, wovon die östlichen dem alten Graben vorgelagert sind. Auf der Neustadtseite (die kleine Weser ist einbezogen) befand sich nun eine moderne Stadtbefestigung aus Wällen mit acht Bastionen. Mit dem Bau der Anlagen waren die finanziellen Möglichkeiten Bremens beinahe erschöpft.
Erst 1660 bis 1664 konnten die vorhandenen Bollwerksanlagen auf der Altstadtseite modernisiert und weiter ausgebaut werden.
Der Plan von Rektor Gerhard Meier und Kupferstecher Caspar Schultze aus dem Jahre 1664 zeigt den Abschluss des Umbaus der Befestigungsanlagen, neun Bastionen auf der Altstadtseite und eine kleine Torbastion vor dem Ostertor sowie acht Bastionen auf der Neustadtseite. Das Ostertor war nach der (durch den Bau der Neustadt fast bedeutungslosen) Kombination aus Brückentor und Brautbastion nun das aufwändigste Stadttor.
Diese Befestigungsanlage hatte nur eine Bewährungsprobe zu bestehen, als 1666 die Schweden die Stadt erfolglos auf der linken Weserseite belagerten. Dieser Krieg konnte durch den Habenhauser Frieden beigelegt werden.

### Liste der Bastionen
(Von Osten nach Westen)
| Altstadtseite: - Ostertorbastion - Junkernbastion - Bischofsnadelbastion - Herdentorbastion - Gießhausbastion - Ansgariibastion - Doventorbastion - Sanddünenbastion - Stephanibastion | Neustadtseite: - Werderbastion - Schulortbastion - Buntebrückebastion - Schwarzpottbastion - Hohentorbastion (Ost) - Hohentorbastion (West) - Stein-Corps-de-Garde-Bastion - Weserbastion |

## Überreste, weitere Entwicklung
Neue Durchgänge wurden genehmigt, die Häuserbebauung rückte auch näher an die Mauern und einige Bürger bezogen die Mauer – erlaubt oder nicht erlaubt – in ihre Bauten mit ein. Hier und dort wurde die Mauer auch baufällig und der hohe Senat hatte zu wenig Geld, um zeitgerecht Renovierungen durchführen zu lassen. Die Mauerteile wurden oft als Teile der vorhandenen Bebauungen umbaut. Im Wallbereich standen inzwischen sieben Mühlen.
1792 wurde auf der Junkernbastion am Ostertor ein Schauspielhaus gebaut.
Am 27. September 1796 beschlossen der Rat und die Bürgerschaft die Abtragung des Brautwalles mit seiner die Weser sichernden Bastion auf der Weserhalbinsel zwischen der Alt- und der Neustadt. Damit war ein erster Schritt zur Entfestigung Bremens eingeleitet. Die Stadt folgte damit den Überlegungen, dass es sinnvoller sein könnte, Bremen den Festungscharakter zu nehmen, damit andere Mächte sich nicht dauerhaft in Bremen festsetzen könnten.
Die Abtragung der Wälle erfolgte ab 1802/03. Von 1802 bis 1804 wurden viele Teile der Mauer, die Brustwehren und die Tore abgerissen (S. o.). Stattdessen wurden klassizistische Wachhäuser errichtet, die ersten beiden, 1805 und 1809 am Doventor, fielen dem Zweiten Weltkrieg zum Opfer. Erhalten sind das am Ansgaritor und die nach 1822 von Friedrich Moritz Stamm errichteten: die beiden von 1828 am Ostertor und das von 1838 an der Bischofsnadel. Die Anlage aus Gräben und Bastionen wurden nach Plänen von Christian Ludwig Bosse und Isaak Altmann von 1803 bis 1811 zu einem englischen Park umgestaltet. Die einst spitz vorspringenden Bollwerke sind, wenn auch in abgerundeter Form, noch gut erkennbar. Nach und nach fielen Teile dieser Wallanlagen Verkehrsbauten zum Opfer, vor allem der Bremer Eisenbahnbrücke und der Stephanibrücke im Westen, dort zuletzt 2006/07.
Nur wenige Reste von Bauten der Stadtbefestigung sind noch sichtbar, wenn auch überwiegend in privaten Gebäuden:
- Mauerrest Halbturm, Altenwall 9 (Marterburg 50) (Lage)
- Mauerrest Halbturm, Marterburg 45 im Schnoor (Lage),
- Fundamente von Steinhäusern, deren weserseitige Wände auch als Stadtbefestigung dienten, Haus Schlachte 36 / Langenstraße 72 (Lage),
- Fundament des Bräutigams, spezieller Kellerraum im GOP Varieté-Theater (Lage),
- Segment der Stadtmauer (anno 1534) der Steffensstadt, geborgen in der Baugrube eines Parkhauses neben dem heutigen Aufstellungsort – einer Freifläche vor dem GOP Varieté-Theater (Lage).

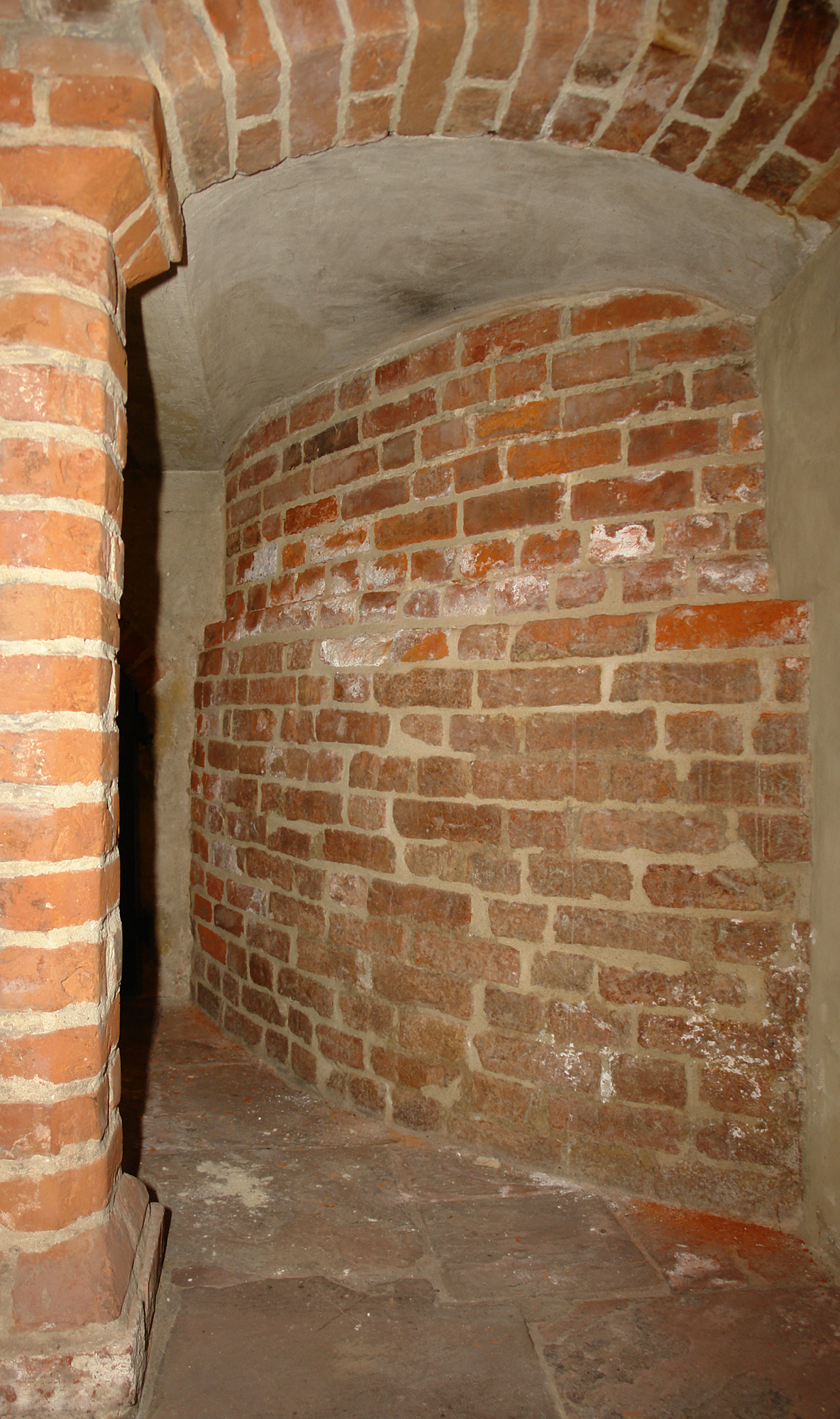
Reste der Stadtmauer im Haus Altenwall 9
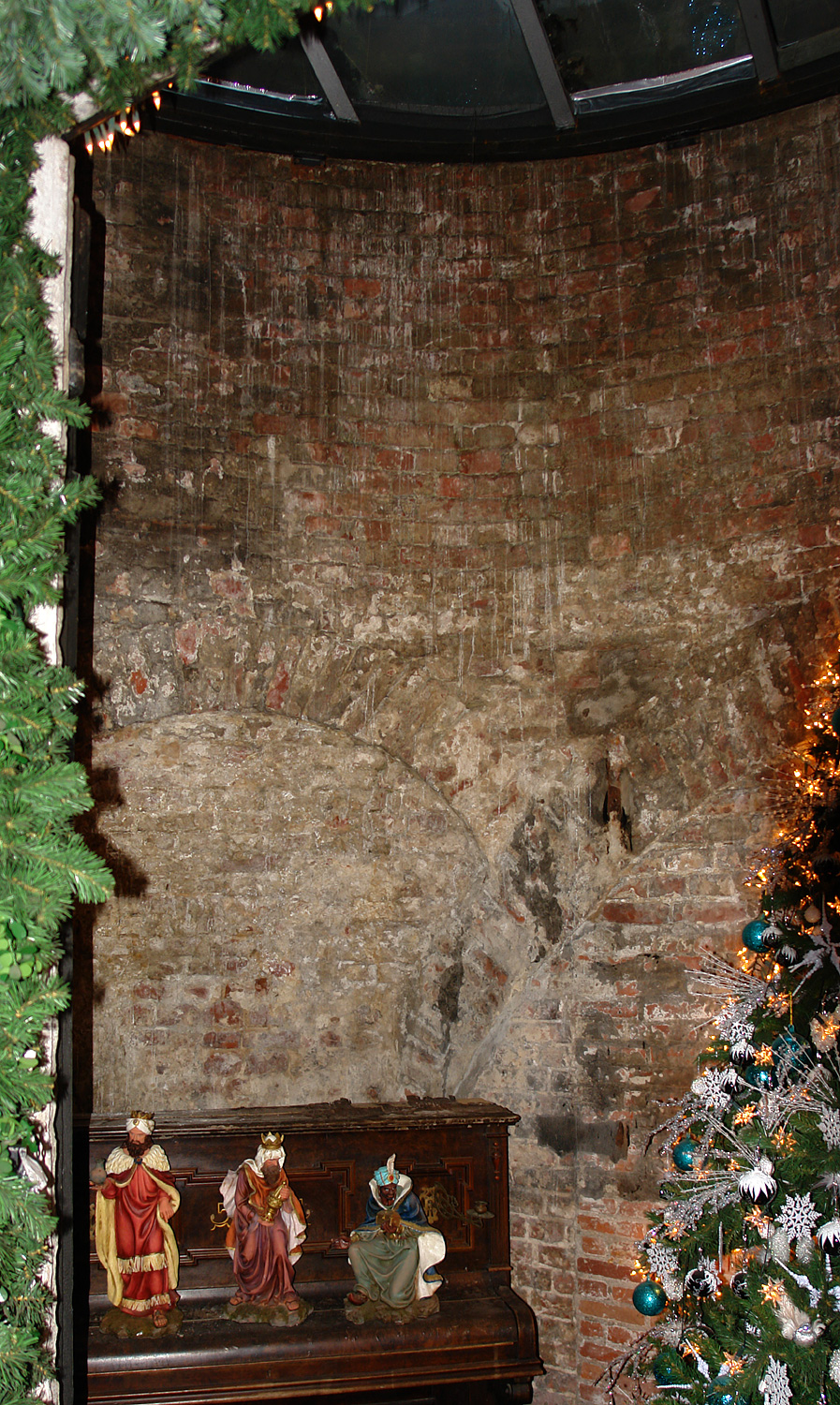
Reste der Stadtmauer im 400 Jahre alten Speicherhaus im Schnoor
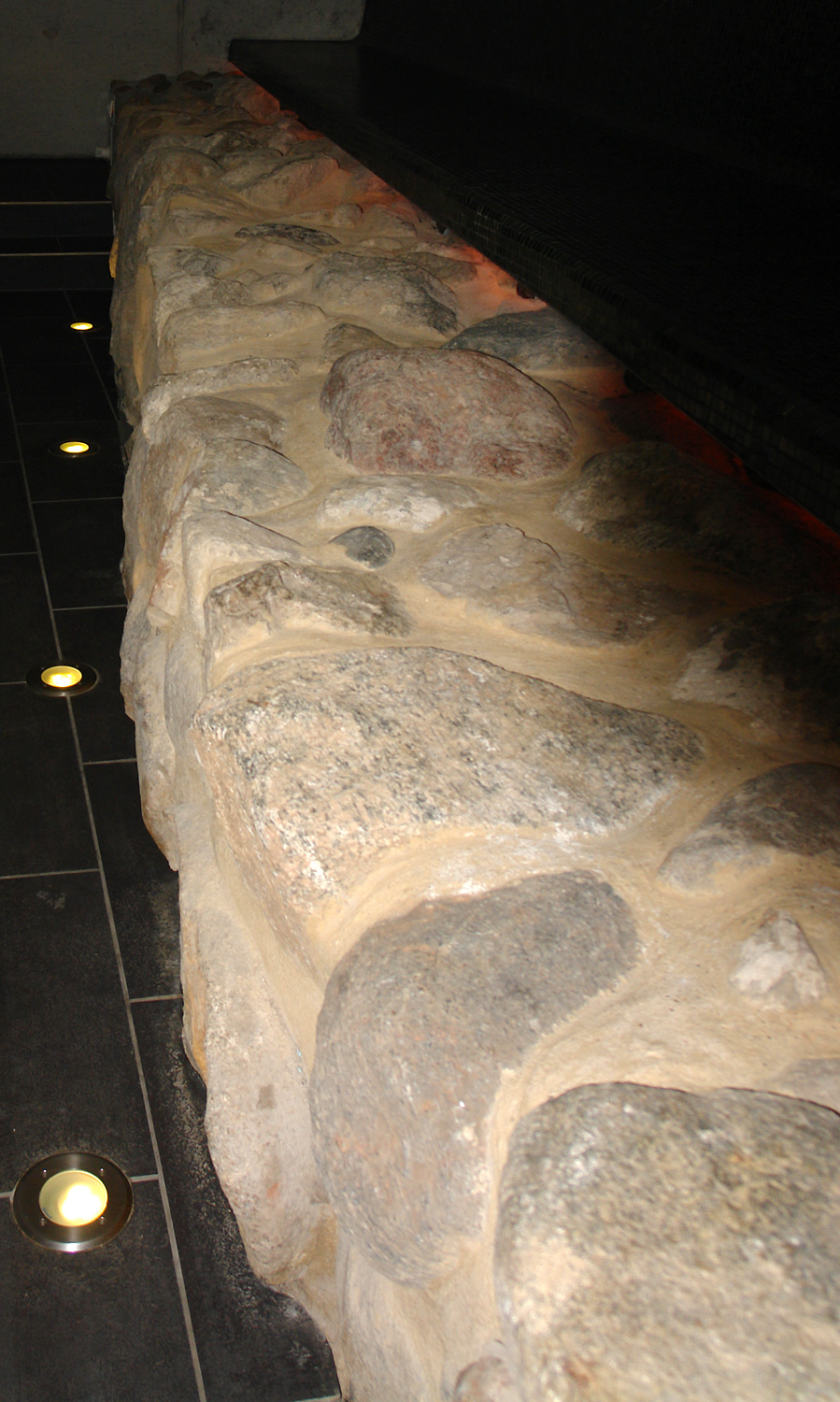
Fundament Langenstraße72
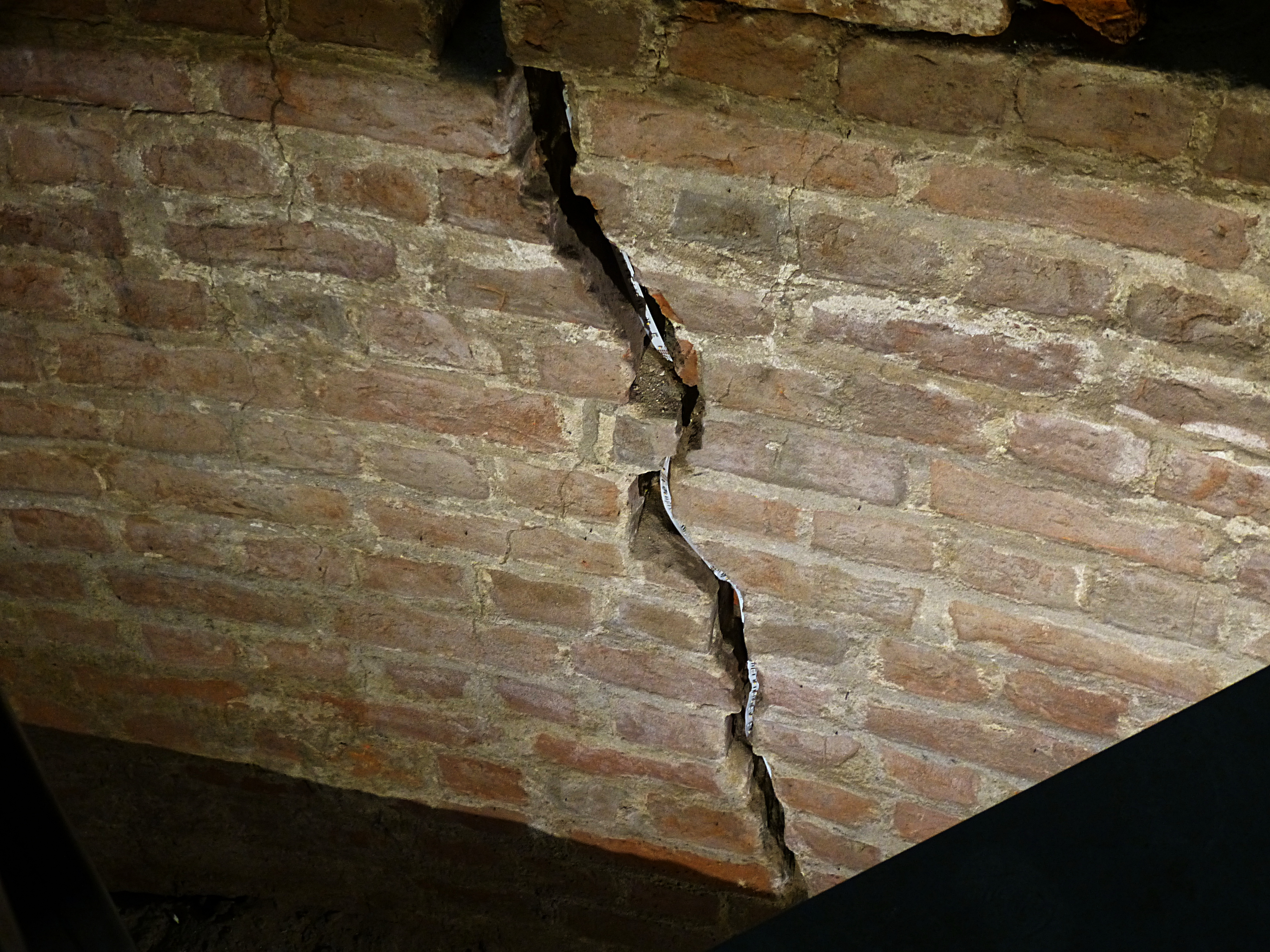
Fundament „Bräutigam“
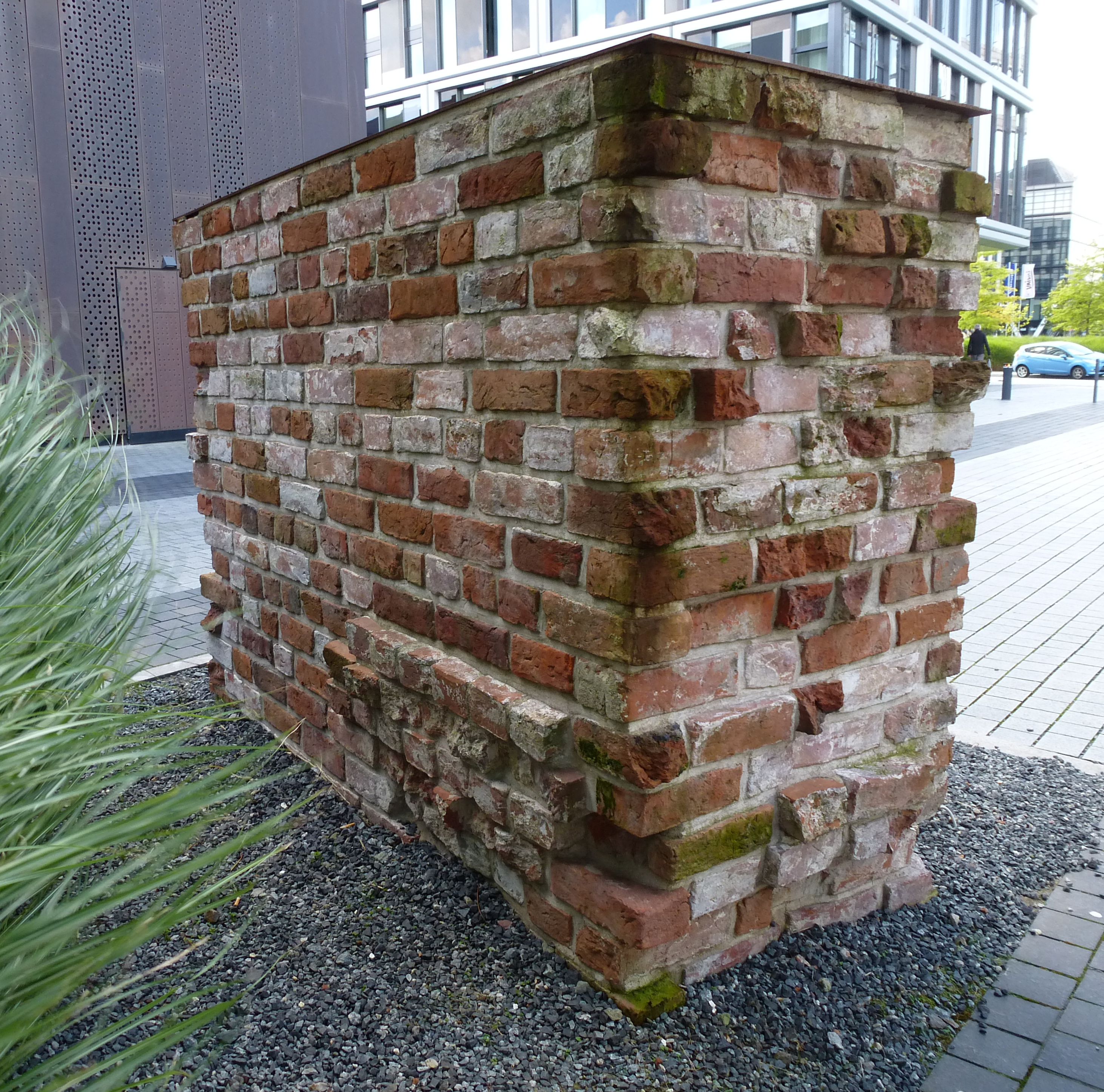
Stadtmauer anno 1534

Des Weiteren sind die archäologischen Befunde und Erkenntnisse durch die Ausgrabungen bei der Bebauung vieler Häuser Am Wall bis zum Schnoor gesichert.